# Cimetière américain de Colleville-sur-Mer
Le cimetière américain de Colleville-sur-Mer (en anglais : « Normandy American Cemetery and Memorial ») est un cimetière militaire américain situé juste au-dessus d’une des plages du débarquement nommée Omaha Beach par les Alliés, dans la commune française de Colleville-sur-Mer (Calvados) sur l'un des sites du débarquement allié du 6 juin 1944.

## Site

### Localisation

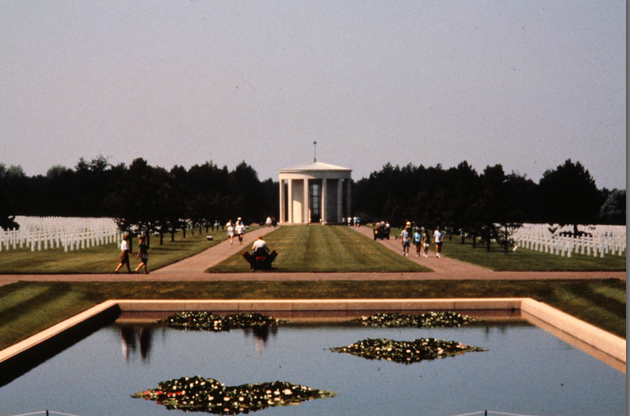
Le cimetière américain (vue générale) en 1989.

Situé entre les communes de Colleville-sur-Mer et Saint-Laurent-sur-Mer, le cimetière est orienté d'est en ouest et surplombe Omaha Beach et la Manche de toute sa longueur sur environ 1 km pour une superficie de 70 hectares (172,50 acres). Le littoral y est protégé.

### Historique

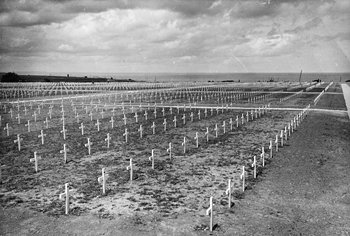
Le cimetière, un an après le Jour J.

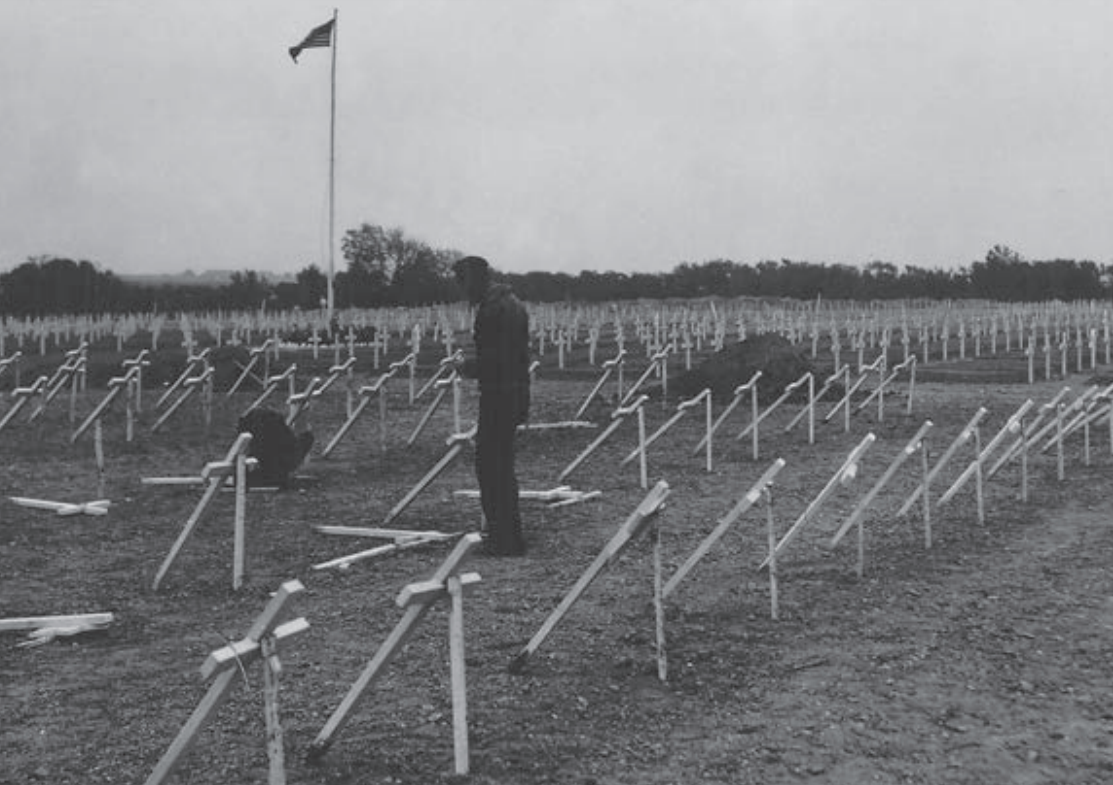
Le cimetière de Saint-Laurent avec ses croix en bois, 1947.

Inauguré officiellement le 18 juillet 1956 avec son mémorial, ce cimetière honore des soldats et civils américains morts pendant la bataille de Normandie lors de la Seconde Guerre mondiale mais aussi ceux de l'Army Air Force abattus dès 1942. Il compte parmi les 25 sites funéraires permanents des États-Unis sur sol étranger.
Le cimetière en a remplacé un premier provisoire, dit de Saint-Laurent, établi à proximité dès le 8 juin 1944. Premier cimetière militaire américain de la Seconde Guerre mondiale, il a été conçu par les architectes Harbeson, Hough, Livingston & Larson (cabinet d'architecte H2L2). L'architecte paysagiste est Markley Stevenson.

### Administration
L'État français a accordé au gouvernement des États-Unis la libre disposition du terrain sur lequel est construit le cimetière, gratuitement et sans limitation de durée, avec exonération de tout impôt ou taxe. Cette mise à disposition est assimilable aux concessions perpétuelles des cimetières civils et les États-Unis n'y bénéficient pas de l'extraterritorialité de leur droit. L'arrêt de l'exploitation du cimetière par les États-Unis entraînerait ipso facto la perte du droit de jouissance du terrain et la désaffection des parcelles.
Le gouvernement américain a confié la gestion du cimetière à l'American Battle Monuments Commission, une agence gouvernementale créée en 1923 pour « la construction et l’entretien des monuments, mémoriaux et plaques commémoratives
à l’étranger où les forces armées américaines ont servi ». L'accord de mise à disposition prévoit le droit de procéder sur le terrain à tout aménagement ou construction jugé nécessaire pour assurer cette mission commémorative, avec pour seule contrainte le maintien de bonnes conditions sanitaires.
L'ABMC n'ayant pas la personnalité juridique, ses employés français sont de fait employés du gouvernement américain.
En conséquence, en cas d'arrêt des activités gouvernementales aux États-Unis, ceux-ci peuvent ne pas être payés : c'est ce qui s'est produit pendant 16 jours en octobre 2013,.

## Cimetière

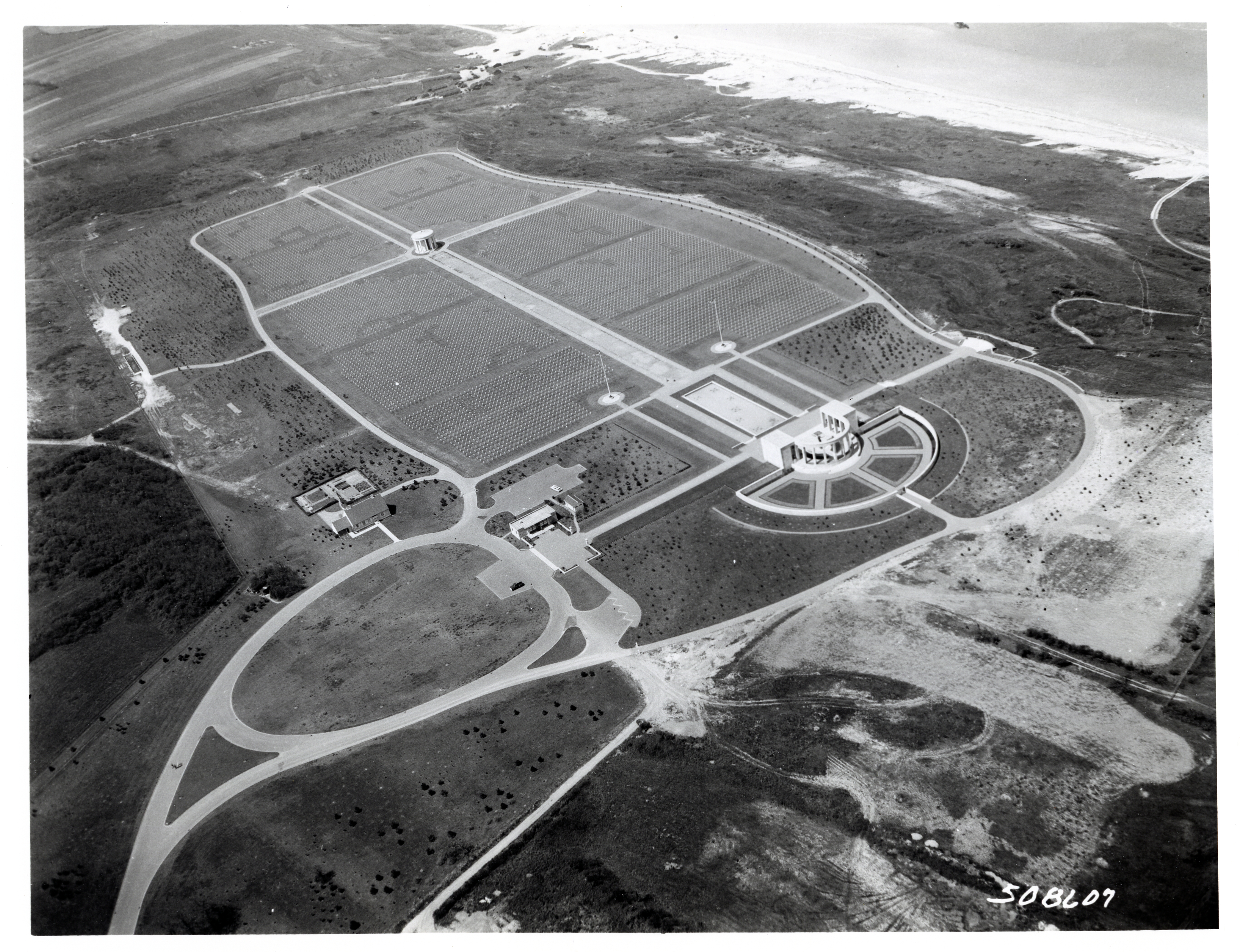
Le cimetière est divisé en 10 carrés de stèles blanches en marbre de Lasa formant, vues de haut, une immense croix latine. Les tombes comportent notamment 307 sépultures inconnues, quarante-cinq frères et quatre femmes.

### Mémorial

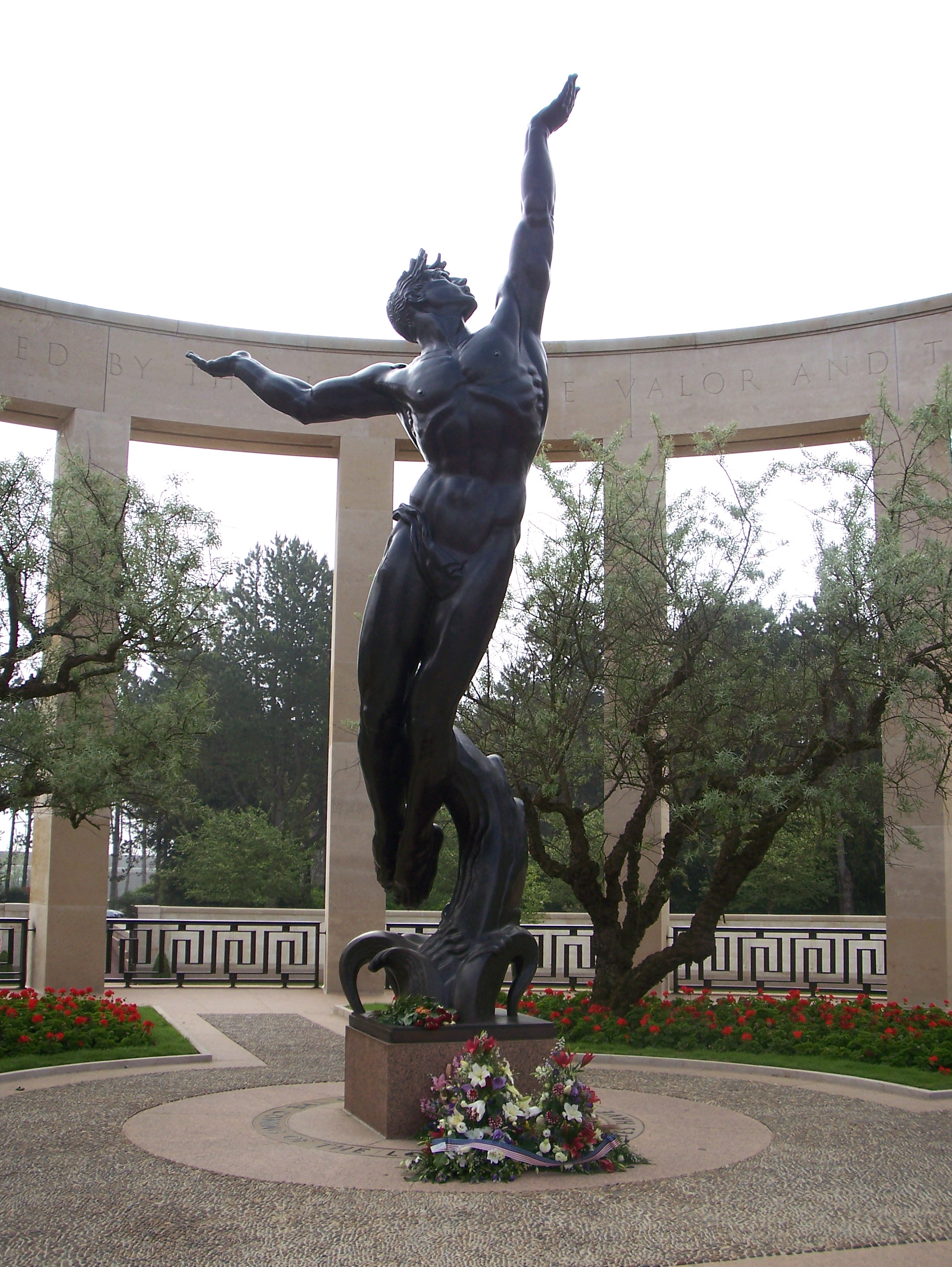
Statue de bronze symbolisant L'âme de la jeunesse américaine s'élevant des flots. Le piédestal est encerclé par une inscription en lettres de bronze :.

Si les allées de services permettent d'accéder au cimetière en de multiples endroits, les accès principaux guident généralement le visiteur à entrer par la face est et son mémorial de style néo-classique d'où se dresse une statue en bronze de sept mètres de haut, œuvre de Donald De Lue, qui occupe le centre d'une colonnade semi-circulaire honorant les troupes aéroportées et leur rôle de bouclier qu'elles ont assuré aux deux extrémités du front du débarquement amphibie lors de l'opération Neptune. Orientée vers l'ouest, son regard embrasse les nombreux alignements de sépultures. Elle symbolise « L'esprit de la jeunesse américaine s'élevant des flots ».
La « Taps » (sonnerie aux morts de l'armée américaine), peut s'entendre après que le carillon a exécuté The Star-Spangled Banner ainsi qu'à la descente des drapeaux.
Les extrémités du mémorial sont composées de grandes loggia, sur les murs desquelles se trouvent quatre cartes d'opérations militaires.
La plus imposante « Le débarquement en Normandie », représente l'établissement de la tête de pont ainsi que les opérations qui suivirent et permirent aux Alliés d'entrer définitivement dans les terres (opération Cobra, bataille de Saint-Lô, bataille de Cherbourg). Une deuxième carte intitulée « Opérations aériennes au-dessus de la Normandie mars-août 1944 », retrace les différentes opérations aériennes effectuées lors de cette période : bombardements, parachutages, tractage de planeurs, etc. Un long texte en anglais et français résume les événements du 6 juin jusqu'à la percée d'Avranches fin juillet 1944. La troisième carte titrée « 6 juin 1944 les débarquements d'assaut amphibies », présente le plan d'attaque navale depuis les ports anglais en passant par le point de ralliement « Piccadilly Circus », jusqu'aux zones finales de débarquement. Enfin, une quatrième et dernière carte « Opérations militaires en Europe occidentale, 6 juin-8 mai 1945 », évoque l'ensemble de l'avancée alliée depuis le débarquement du 6 juin 1944 jusqu'à la fin de la guerre le 8 mai 1945. Un second texte intitulé « De la Normandie à l'Elbe », expose brièvement les grands jalons qui auront marqué l'avancée alliée en Europe à partir du 6 juin 1944 : la poche de Falaise, le débarquement de Provence, la libération de Paris, l'opération Market Garden, la bataille des Ardennes, la prise du pont de Remagen, jusqu'à l'Elbe Day.

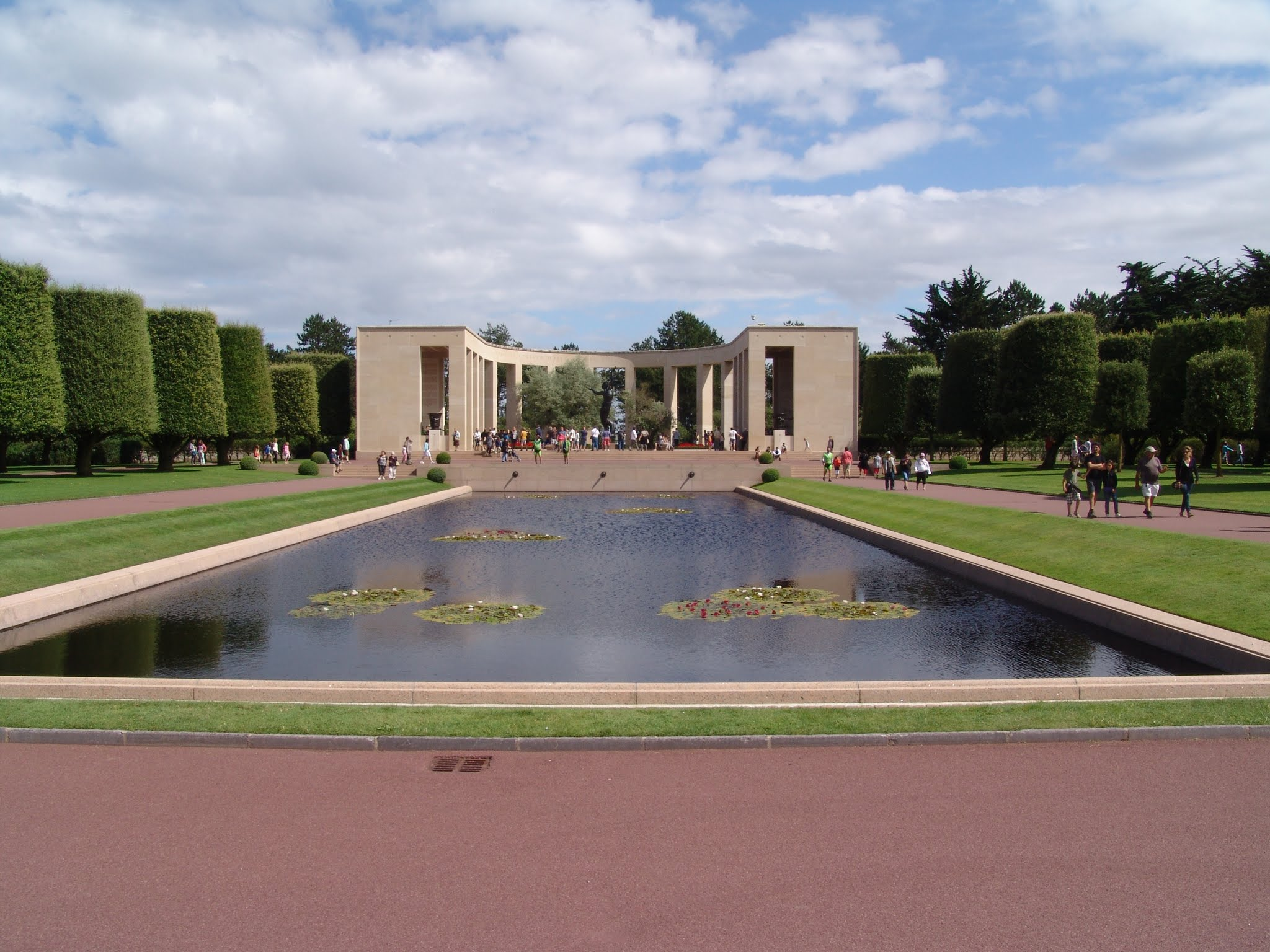
Le mémorial vu depuis le bassin aux nénuphars.
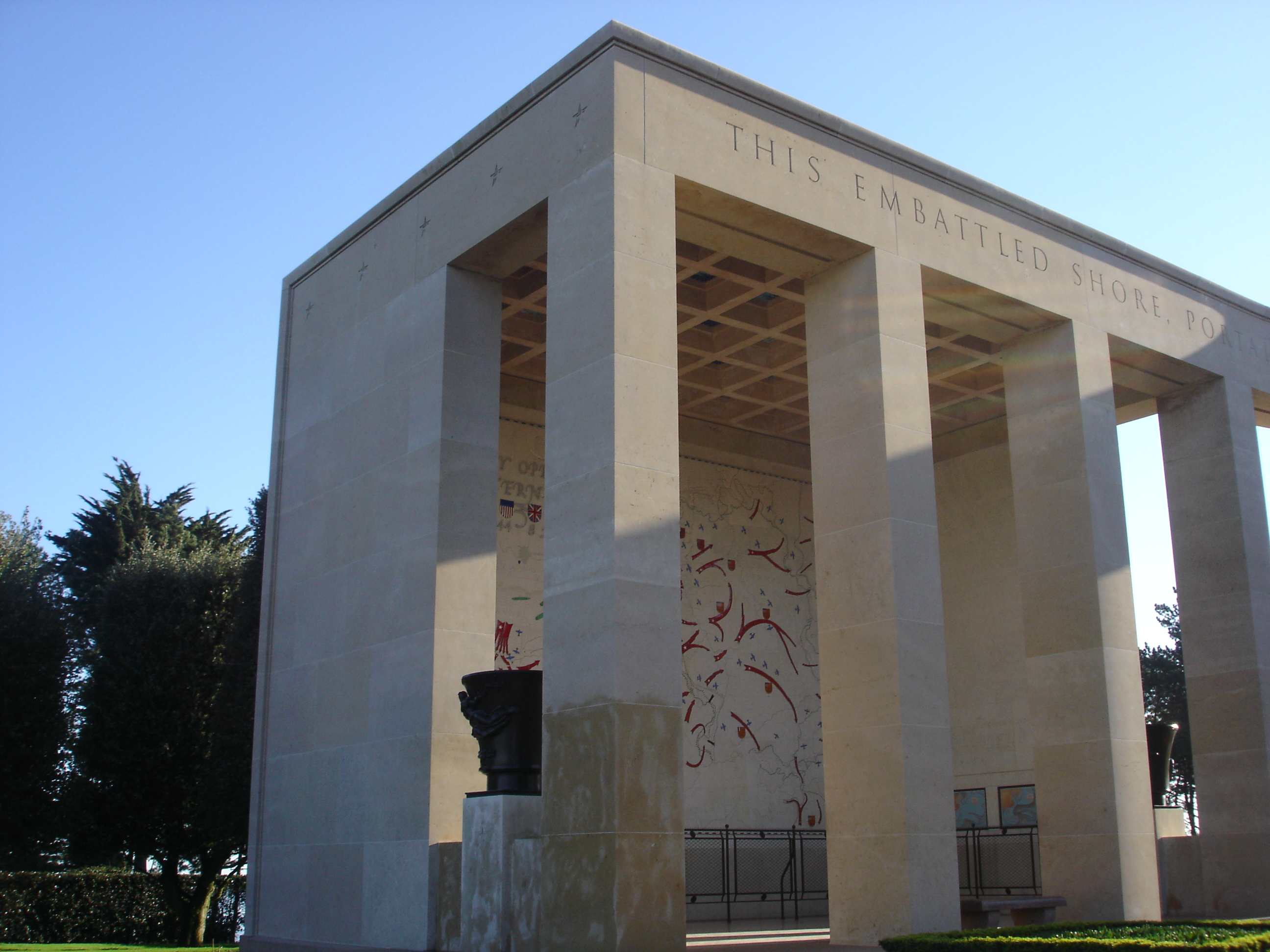
Chaque loggia est gardée par deux grandes urnes en bronze ornées de statues.
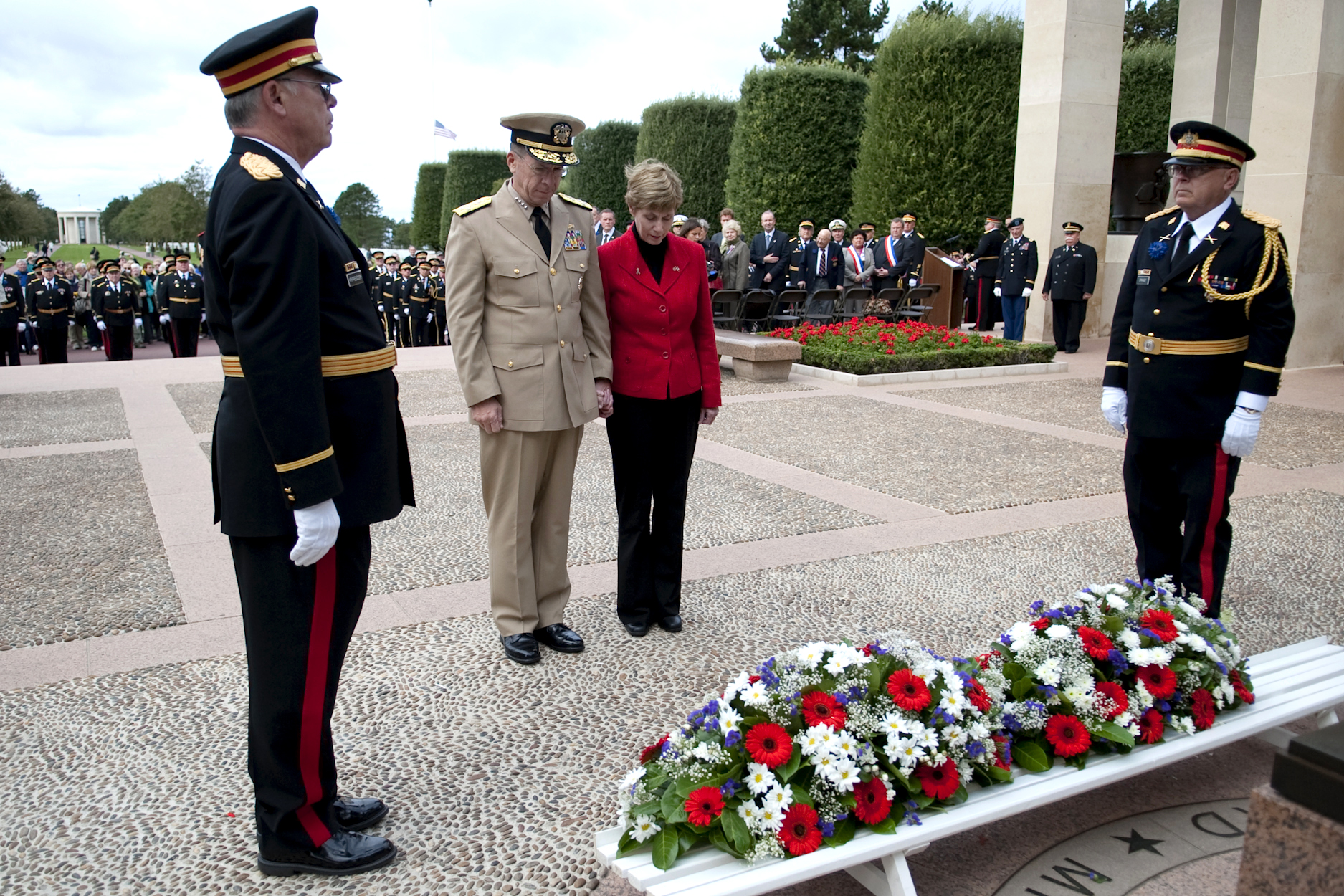
La plate-forme entre les loggias est pavée de galets recueillis sur la plage d'Omaha beach.

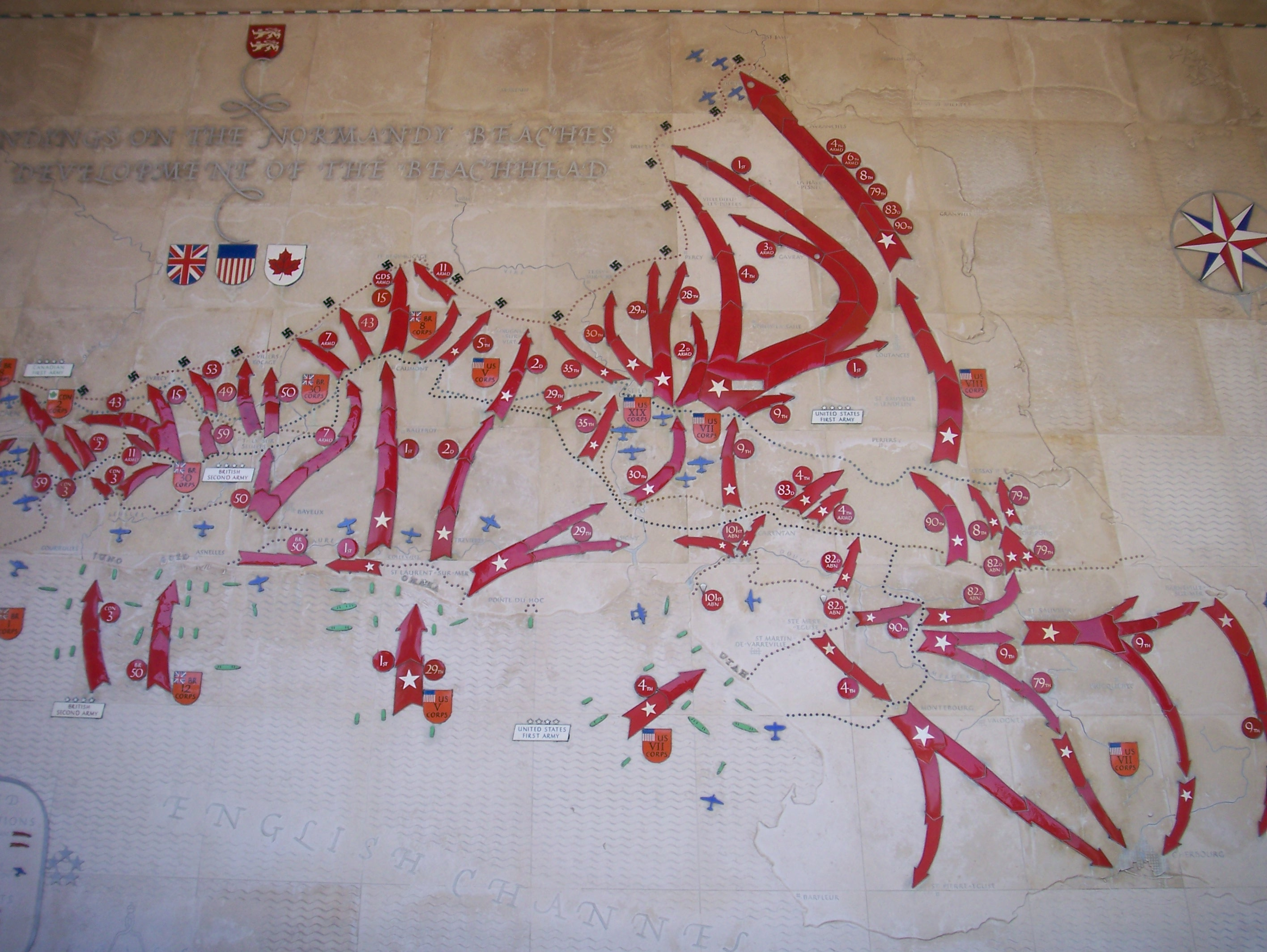
Carte du débarquement en Normandie et des opérations qui suivirent.
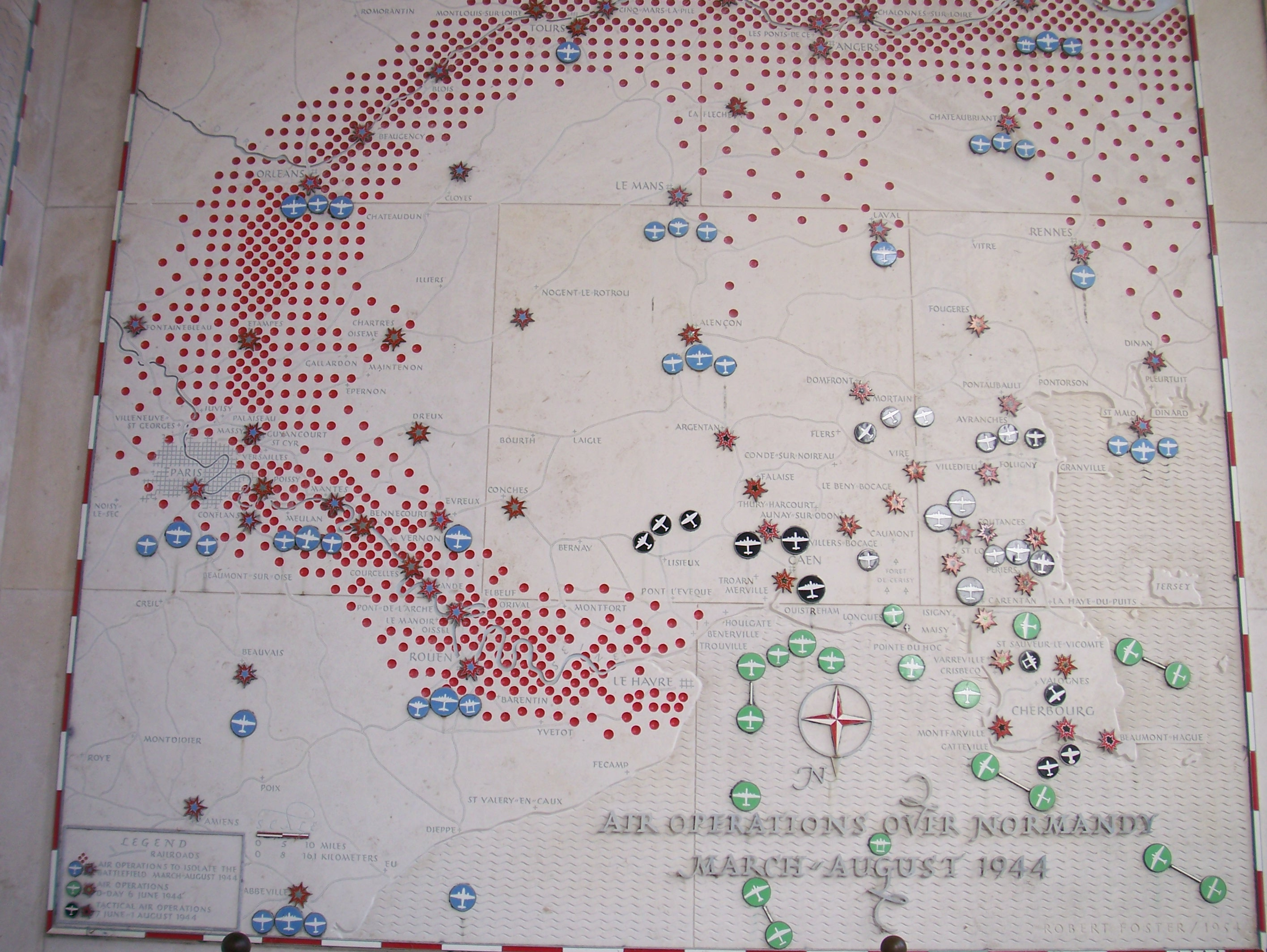
Carte des opérations aériennes entre mars et août 1944.
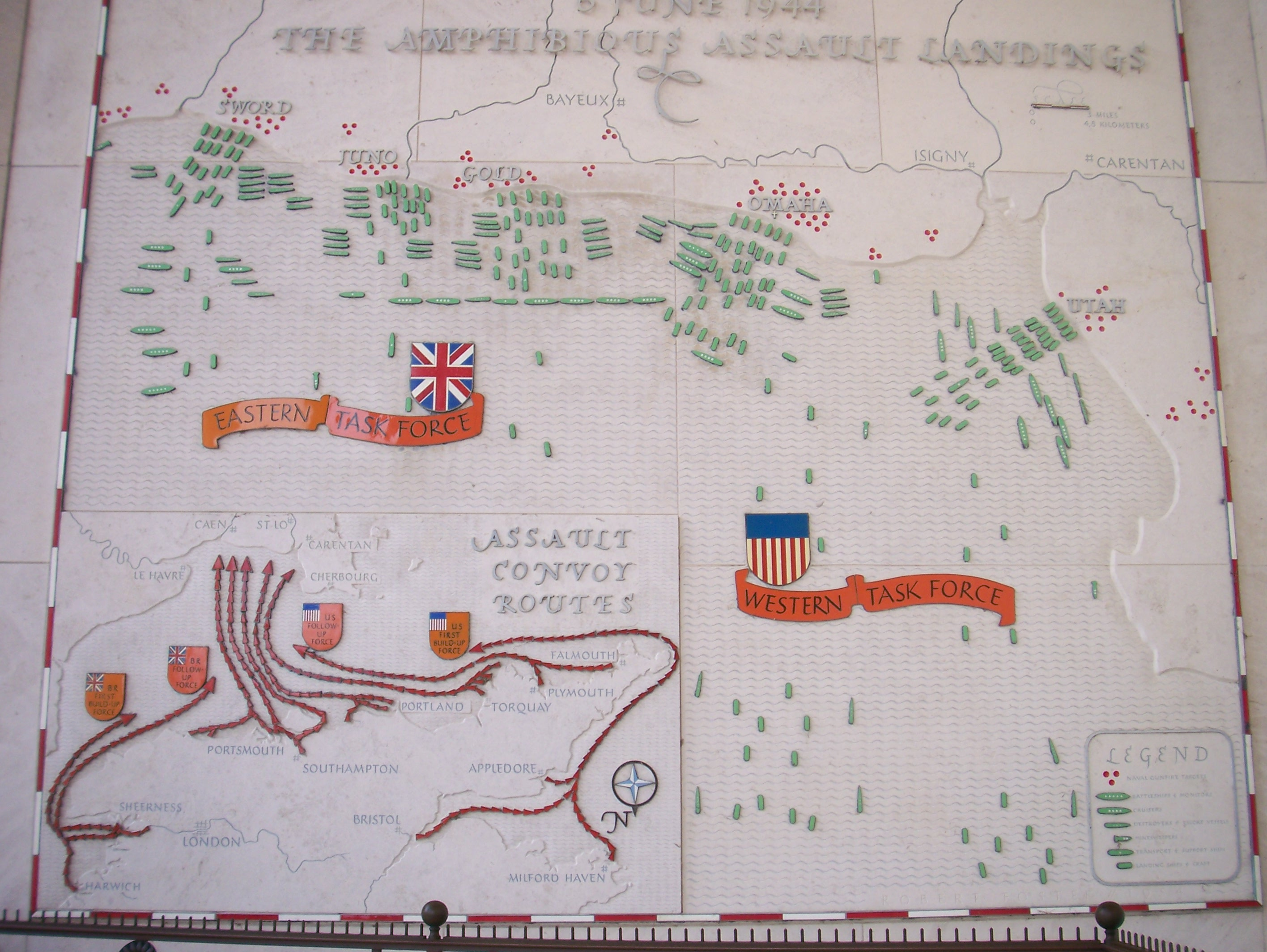
Carte des opérations navales.
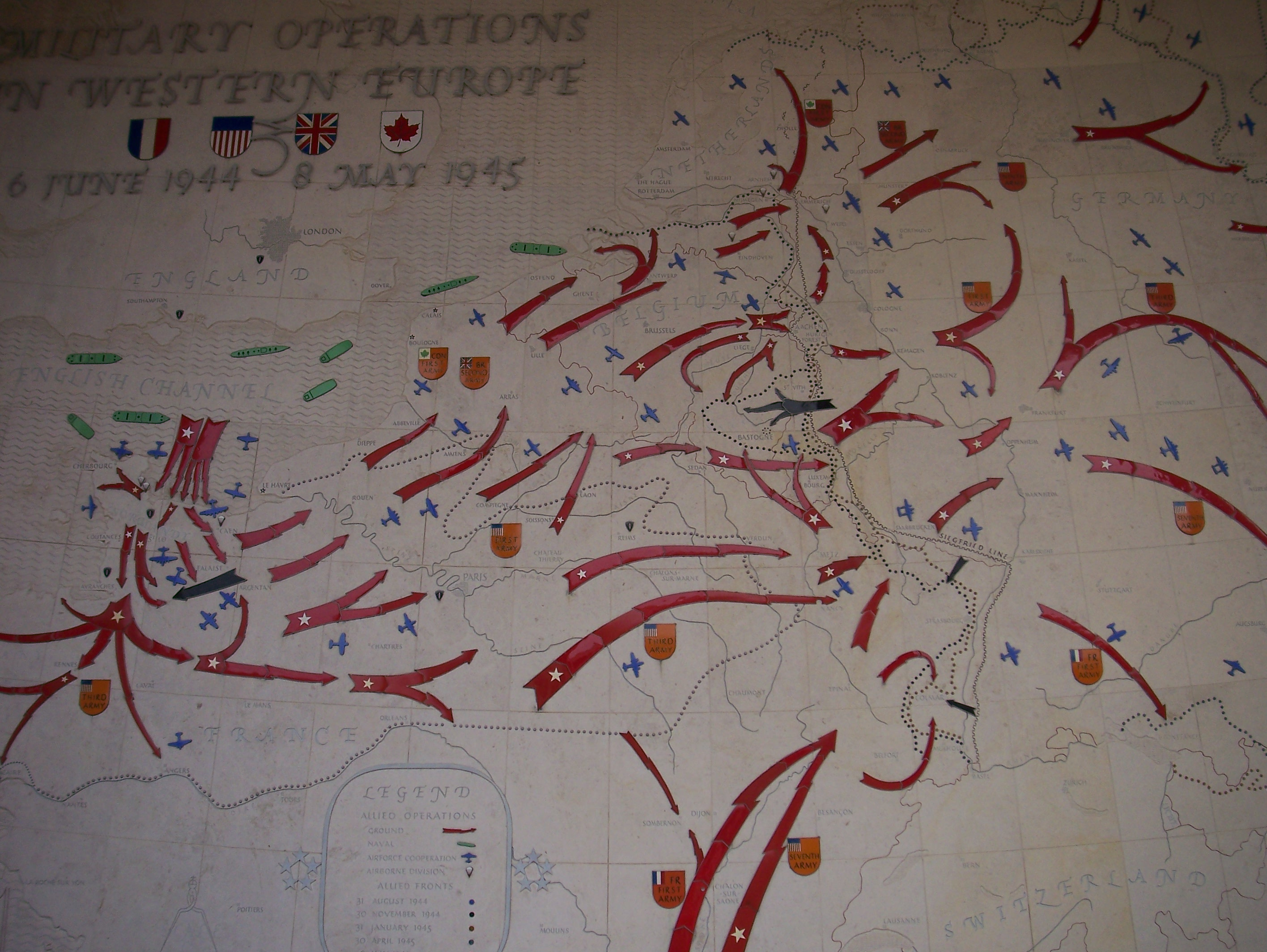
Carte des opérations alliées en Europe du 6 juin 1944 au 8 mai 1945.

### Jardin du souvenir
Le jardin est situé derrière le mémorial. Il est bordé d'un long mur en arc de cercle constitué d'une multitude de plaques de pierres sur lesquelles sont inscrits, séparés par des feuilles de laurier, les noms, le grade, l'unité et l'État d'origine des 1 557 disparus (classés par ordre alphabétique), dont les restes n'ont pu être identifiés ou simplement retrouvés, notamment plus de 800 hommes de la 66e division d'infanterie qui ont péri lors du torpillage en 1944 du paquebot belge Léopoldville alors qu'il faisait route vers Cherbourg (aujourd'hui Cherbourg-en-Cotentin).
Au-dessus des longues listes de noms est inscrit :

« Sur ce monument sont gravés les noms des combattants Américains qui, ayant fait à leur patrie le don de leur vie, reposent en des lieux inconnus.

Ici leur monument, la Terre entière est leur sépulcre.

Compagnons d'armes dont la dernière demeure est connue de Dieu seul. »

Les noms de ceux qui ont été identifiés est orné d'une rosette.

### Chapelle

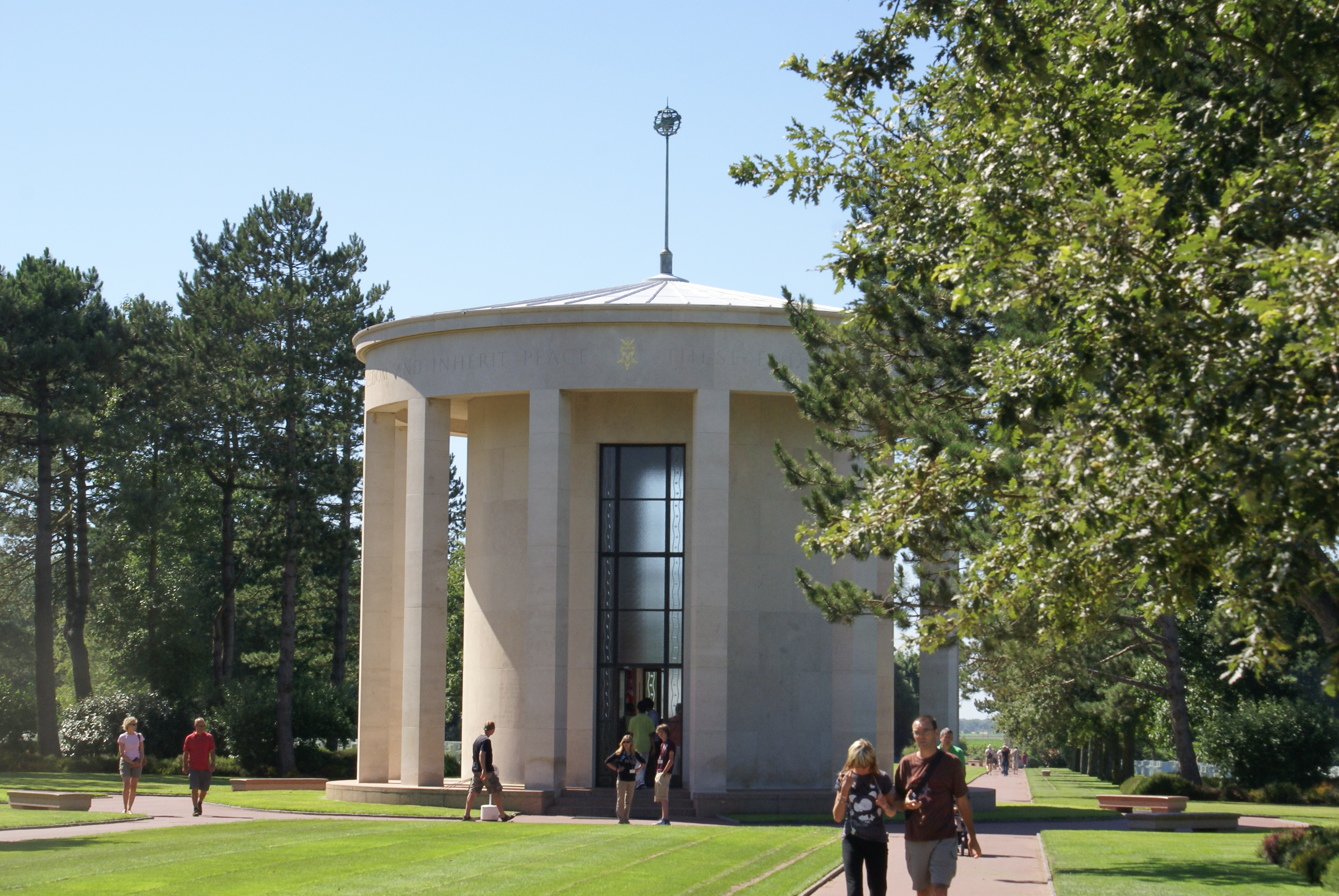
La chapelle du mémorial, au centre du cimetière, est construite en pierre calcaire de Vaurion sur des marches de granit rose de Ploumanac'h. Au-dessus de la porte est gravée une Medal of Honor. La toiture est surmontée d'une sphère armillaire qui sert de paratonnerre.

Depuis le mémorial, passé le bassin aux nénuphars symbole de la plage, le sentier nous guide jusqu'à une intersection centrale où se trouve la chapelle multiconfessionnelle. Cette chapelle circulaire, à la croisée des allées principales disposées en forme de croix latine, abrite des drapeaux, un autel et une mosaïque dessinée par Léon Kroll (en) en 1953. 
On peut lire sur son flanc extérieur :

« Cette chapelle a été élevée par les États-Unis d’Amérique en souvenir reconnaissant de leurs fils qui tombèrent au cours des débarquements sur les plages de Normandie et pendant la libération de la France septentrionale. Leurs tombes sont le symbole éternel de leur héroïsme et de leur sacrifice à la cause commune de l’humanité. »

Sur son linteau, est gravé :

« Ils ont tout subi et tout donné pour que la justice règne sur les nations et pour que l’humanité puisse jouir de la liberté et hériter de la paix. »

À l’intérieur de la chapelle, des drapeaux français, américain, britannique et canadien encadrent un autel en marbre des Pyrénées « Grand Antique », noir et or, sur lequel sont gravés ces mots :

« Je leur donne la vie éternelle et ils ne périront jamais. »

L'autel est surmonté d'un vitrail orné d'étoiles symbolisant les États composant les États-Unis, ainsi que d'une étoile de David avec une colombe au centre.

#### Mosaïque du plafond

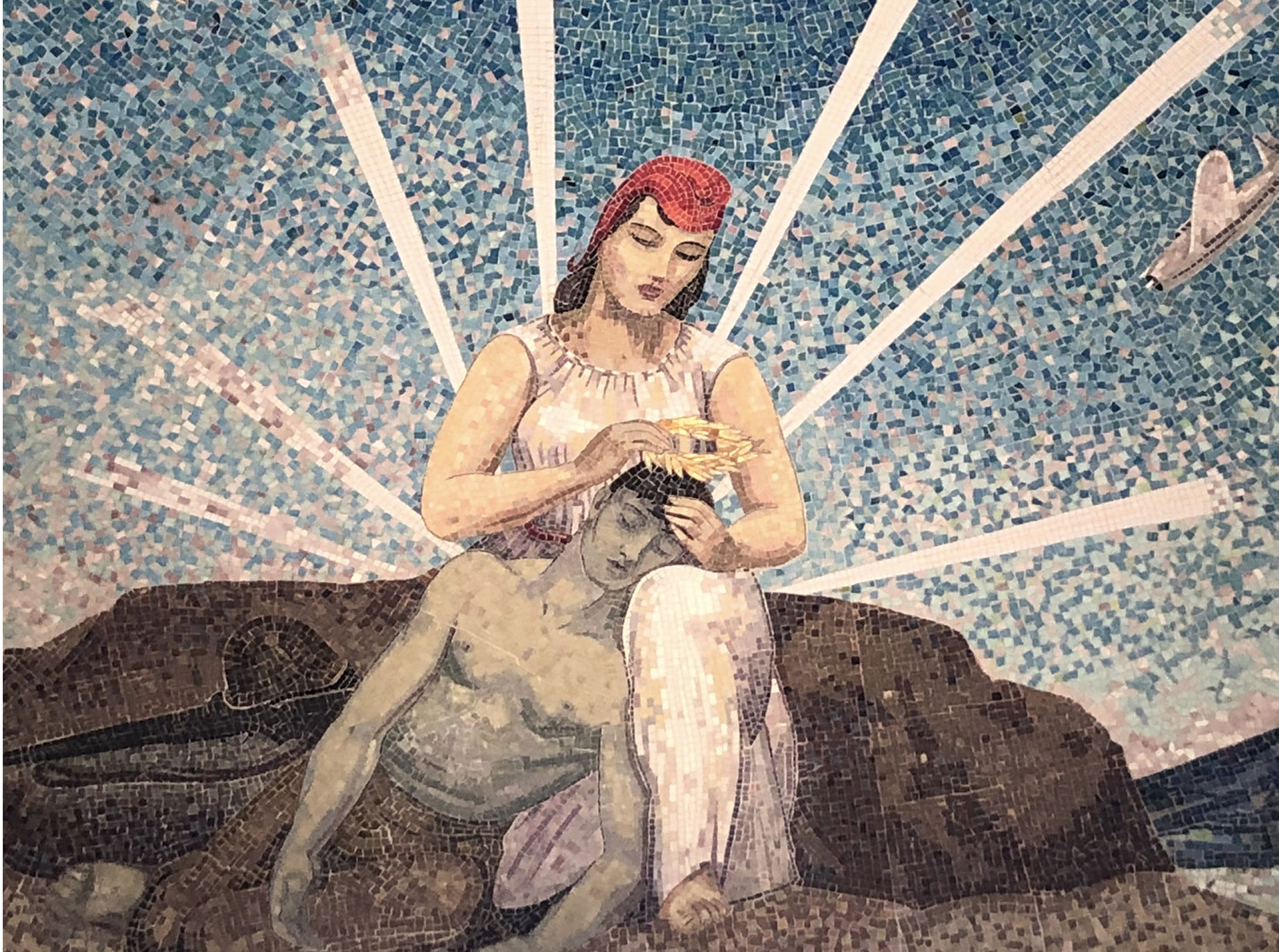
Femme en bonnet phrygien Plafond en mosaïque, Colleville-sur-Mer, Normandie, France

La mosaïque du plafond représente L'Amérique bénissant ses enfants avant leur départ pour l'Europe partant au combat par air ou par mer puis le retour et le rapatriement des soldats. La femme à droite en robe blanche, portant une couronne de sept épis comme la statue de la Liberté à New-York représente la Liberté avec un soldat, fusil en main, prêt au combat tandis que la femme à gauche en bonnet phrygien représente la France déposant une couronne de lauriers sur un soldat mort en guise de reconnaissance. L'ange et la colombe au centre de la mosaïque représente la Paix tandis que les treize étoiles font référence aux étoiles et aux treize bandes du drapeau américain. 

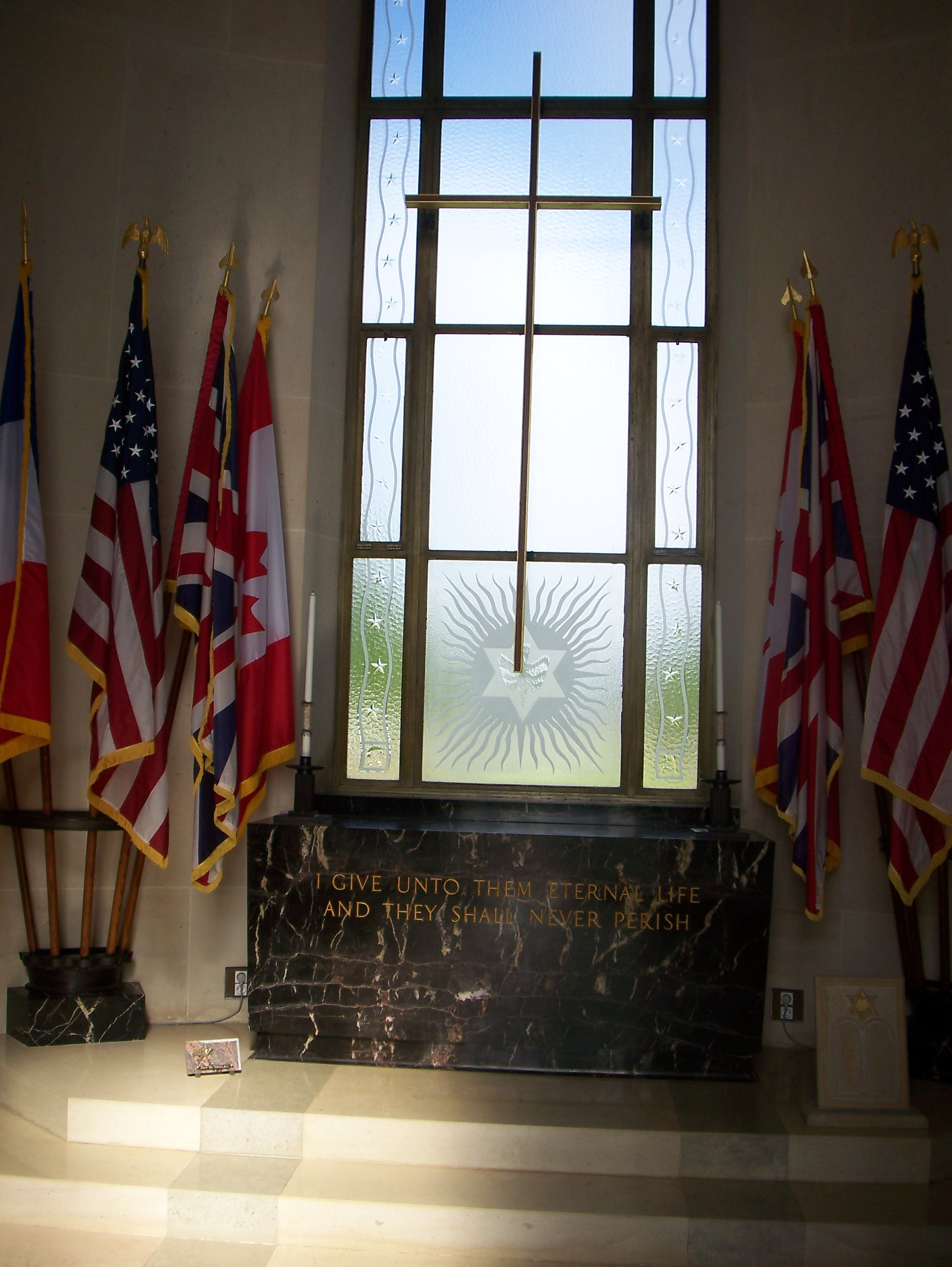
Intérieur de la chapelle du cimetière américain de Colleville-sur-Mer.
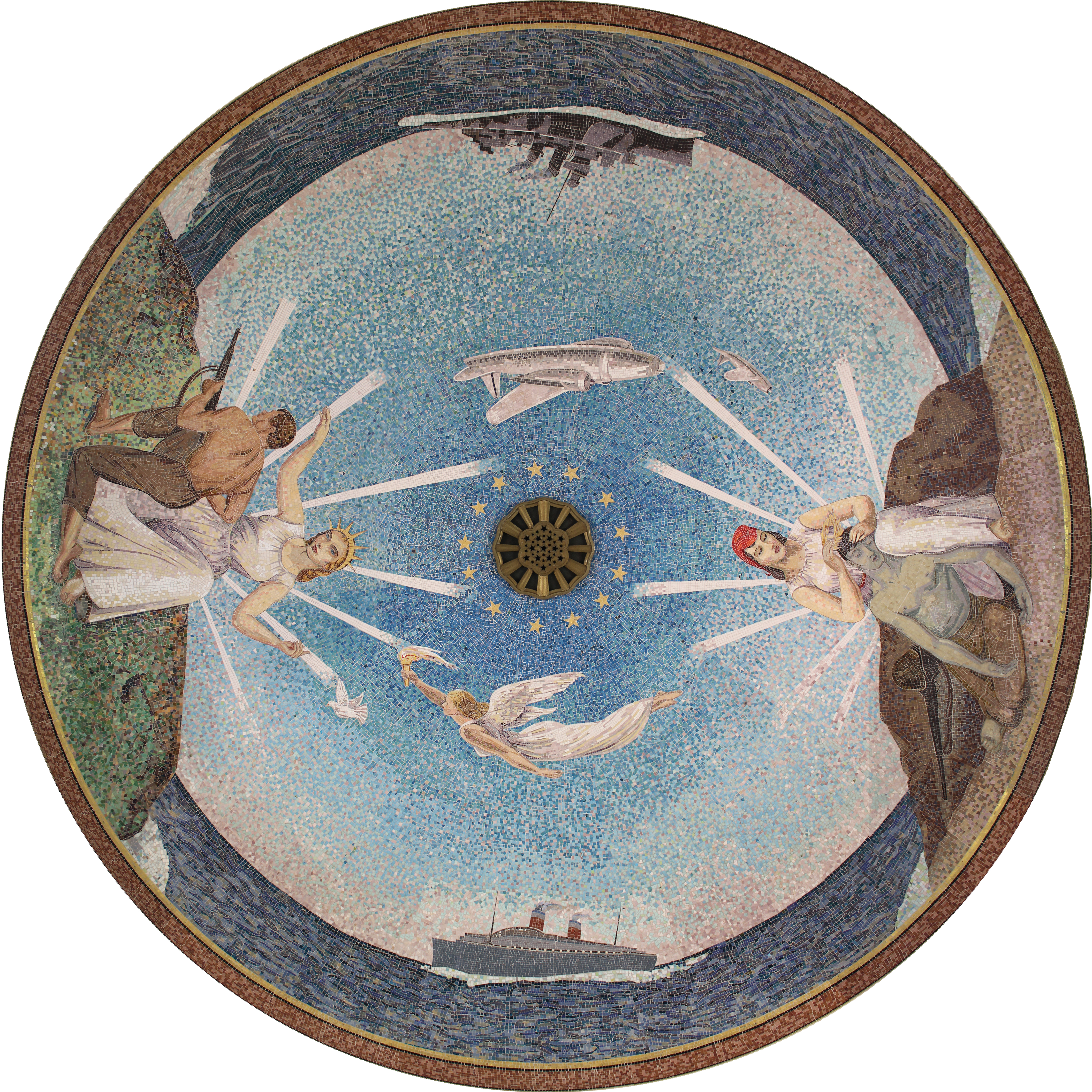
Coupole de la chapelle couverte d'une mosaïque.

### Amitié franco-américaine
À l'extrémité ouest du cimetière, deux statues de granit veillent un petit espace semi circulaire agrémenté de bancs propices à la méditation et au souvenir. La première, Columbia, porte un aigle et représente les États-Unis, tandis que l'autre, Marianne, porte un coq et représente la France. Ces deux allégories, tenant chacune une branche d'olivier, symbolisent l'amitié franco-américaine.

### Sépultures

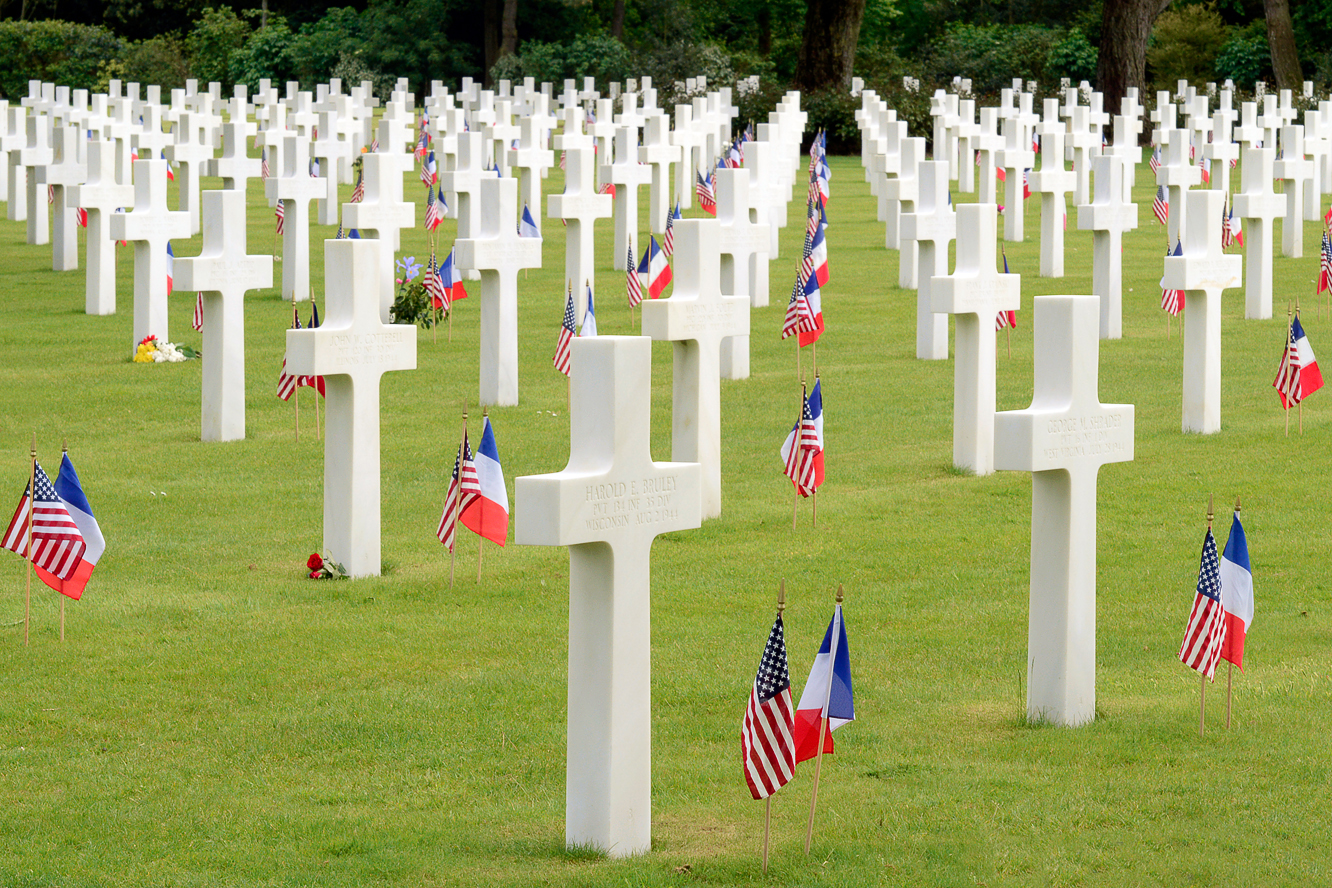
Vue des tombes ornées de drapeaux lors du Memorial Day de 2012.

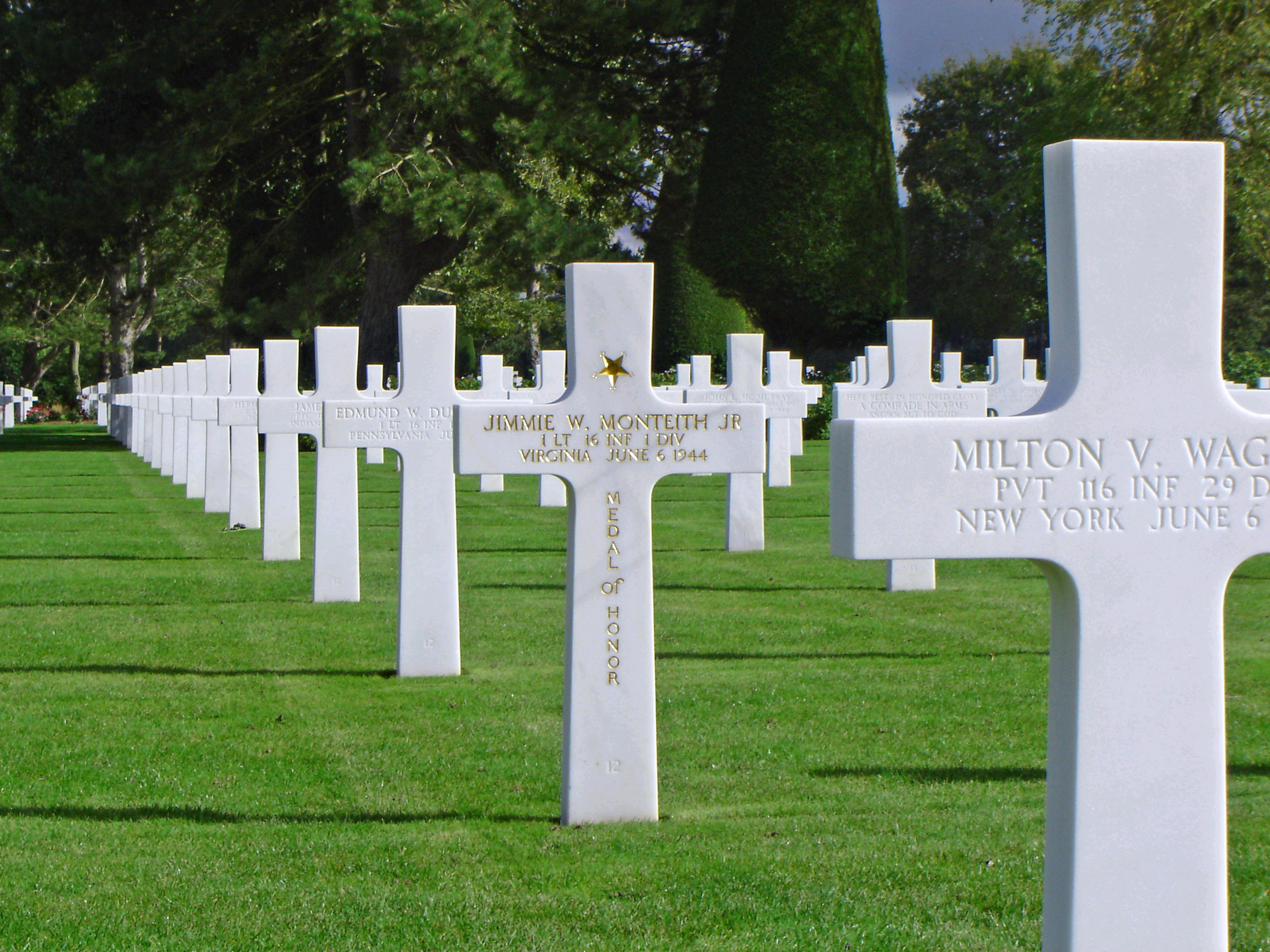
La tombe de Jimmie W. Monteith, récipiendaire de la médaille d'honneur.

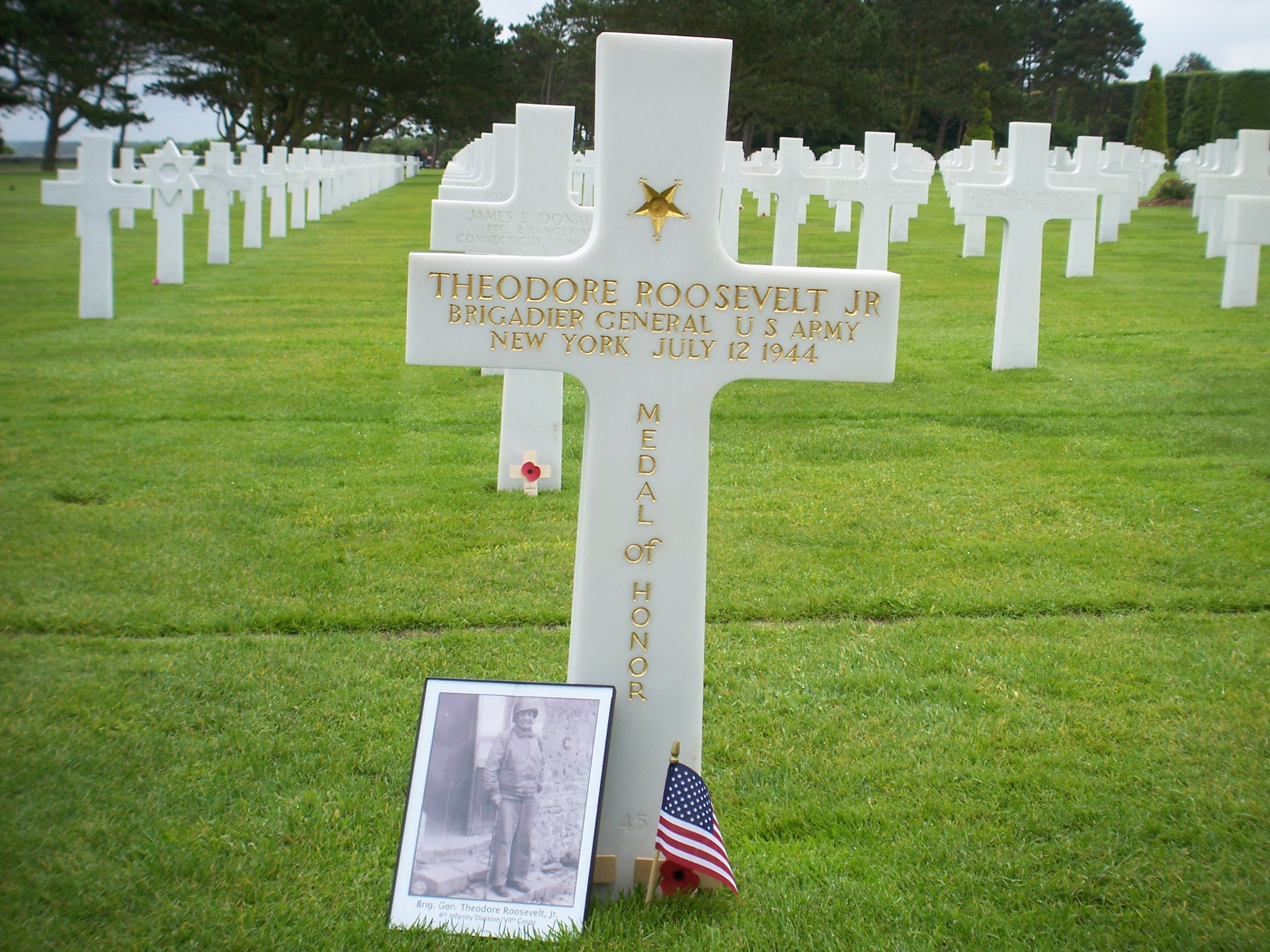
Tombe du général Theodore Roosevelt Junior.

Dix blocs, séparés par l'allée centrale en deux groupes de cinq, forment l'espace dédié aux tombes où reposent les corps de 9 388 personnes, dont 307 inconnus, quatre femmes, et une victime de la Première Guerre mondiale. Ces personnes sont principalement mortes le jour du débarquement ou dans les semaines suivantes en Normandie, principalement au combat. 14 000 dépouilles, d'abord inhumées en Normandie, ont été rapatriées aux États-Unis, à la demande de leurs proches.
Les stèles de marbre blanc de Lasa sont en forme de croix latine ou d'étoile de David. Chaque année, lors des commémorations du 6 juin 1944 ainsi que du Memorial Day, deux drapeaux américains et français sont plantés au pied de chacune d'entre elles tandis que des associations se chargent de fleurir les tombes afin de faire perdurer la mémoire intergénérationnelle.
Lors de leurs visites, les proches et familles des disparus peuvent ramasser du sable de la plage en contrebas et l'appliquer sur les lettres gravées des croix ou étoiles, afin de leur donner un aspect doré.
Trois titulaires de la Medal of Honor, tombés lors de la bataille de Normandie, reposent à Colleville : 
- le général Theodore Roosevelt Junior (1887-12 juillet 1944) (le fils ainé du président des États-Unis Theodore Roosevelt et lointain cousin du président Franklin Roosevelt) (bloc D, rangée 28, tombe 45)[18],[19] ;
- le premier lieutenant Jimmie W. Monteith : le 6 juin 1944, il guide, sans se soucier de sa propre sécurité, des blindés alliés à travers un champ de mines, puis à la tête de son unité enlève le WN 61 et tient sa position malgré un feu ennemi nourri (bloc I, rangée 20, tombe 12) ;
- le sergent Frank D. Peregory : le 8 juin 1944, il prend seul d'assaut un réseau de tranchées menant à un poste de mitrailleuse ennemi et obtient la reddition de plus de trente Allemands, permettant à son unité de libérer le village de Grandcamp (bloc G, rangée 21, tombe 7).

Autres personnages notables :
- le général Lesley McNair (bloc F, rangée 28, tombe 48) ;
- le brigadier-général Nelson M. Walker (bloc B, rangée 23, tombe 47) ;
- Quentin Roosevelt, plus jeune fils du président des États-Unis Theodore Roosevelt et frère du général Theodore Roosevelt Junior (bloc D, rangée 28, tombe 46)[19] ; aviateur lors du premier conflit mondial et abattu en juillet 1918, c'est à la demande de la famille Roosevelt, que son corps a été exhumé de Chamery et transporté à Colleville afin qu'il repose aux côtés de son frère cité précédemment[18] ;
- Deux des frères Niland (Preston et Robert), dont l'histoire a inspiré Steven Spielberg pour écrire le scénario du film Il faut sauver le soldat Ryan, y sont aussi enterrés[18] (bloc F, rangée 15, tombes 11 et 12) ;
- Roy U. Talhelm, parachutiste de la 101st Airborne, tué le 8 juin à Carentan, âgé de seulement 17 ans. Il avait modifié son certificat de naissance pour s'engager (bloc C, rangée 9, tombe 32).

Le 19 juin 2018, le soldat Julius Pieter a rejoint son frère jumeau Ludwig, enterré au cimetière américain de Colleville depuis sa création, après que les deux hommes sont morts dans le naufrage de leur bateau, le LST-523, un chaland de débarquement, qui saute sur une mine le 19 juin 1944. Le corps de Julius n'a été retrouvé qu'en 1961 dans l'épave du bateau et ne fut identifié qu'en 2017 seulement.

## Points d’intérêts

### Visitor Center
Conçu en partenariat entre ABMC et le cabinet d'architecture SmithGroup, avec l'apport de Gallagher & Associates (en) pour la muséologie, il est construit de septembre 2005 à mai 2007 et inauguré le 6 juin de la même année lors du 63e anniversaire du débarquement. Situé à l'entrée du site, il conte les événements du jour J au travers d'une multitude d'histoires personnelles illustrées par des documents sonores et autres objets ayant appartenu aux acteurs du débarquement. 

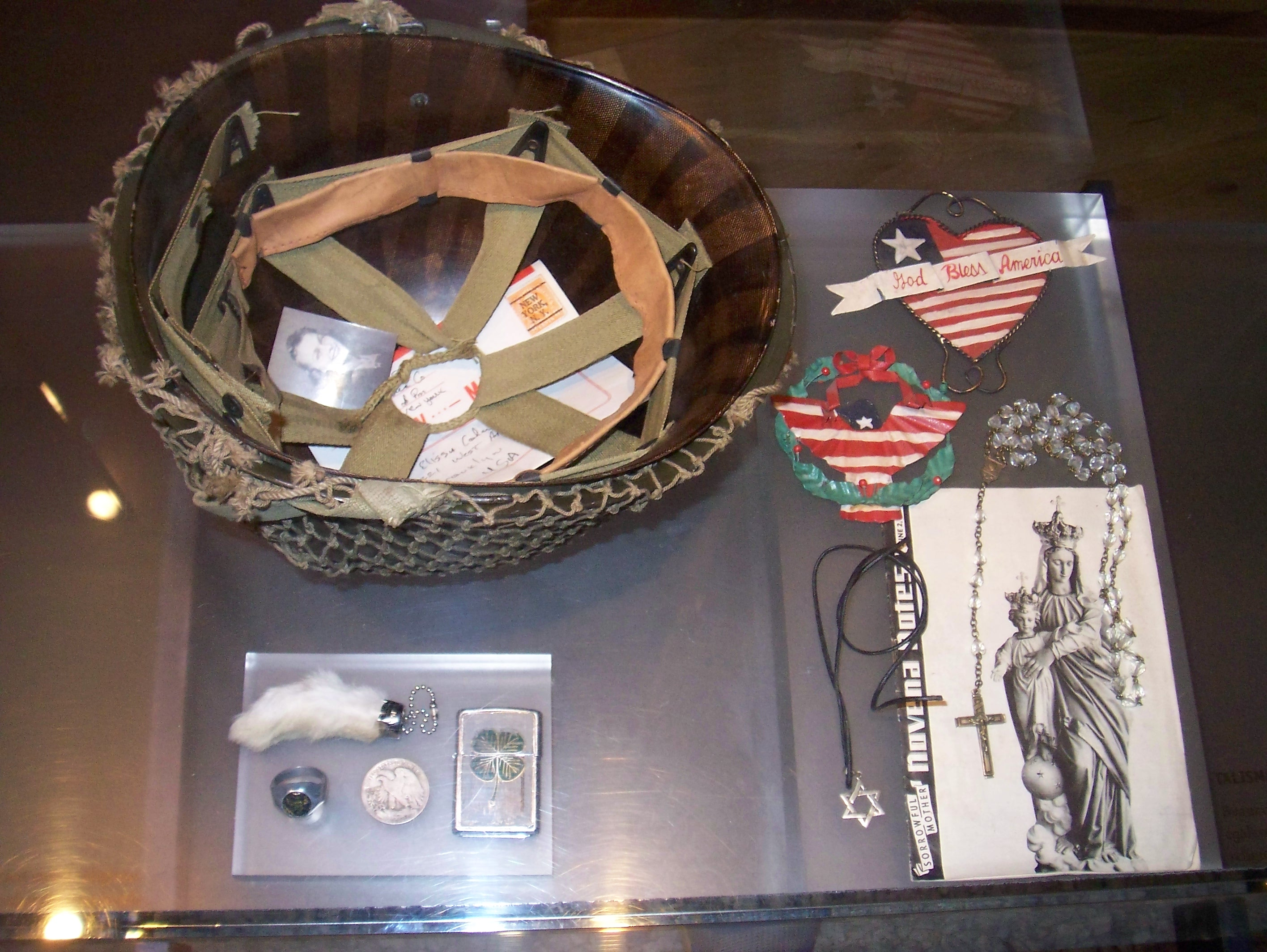
Visitor Center - Effets personnels.

À son entrée, face au parking, se dresse un mur sur lequel est gravé la citation suivante : 
« Our Debt to the Heroic Men and Valiant Women in the Service of Our Country Can Never Be Repaid. They Have Earned Our Undying Gratitude. America Will Never Forget Their Sacrifices »
— President Harry S. Truman, United States of America
        
« Notre dette envers les hommes héroïques et les femmes courageuses servant notre pays ne pourra jamais être acquittée. Ils ont obtenu notre gratitude éternelle. L’Amérique n'oubliera jamais leurs sacrifices. »
La sortie de la salle principale s'effectue par un couloir débouchant sur une rotonde dont le mur est orné de portraits de femmes et d'hommes associés à leur histoire pendant la guerre. En fond sonore, une voix égrène en un flot continu les noms de ceux tombés au combat. Au centre de la pièce trône une croix du champ de bataille (en), symbole usuel du soldat américain mort au feu : ici un fusil M1 Garand à la baïonnette plantée verticalement dans un lit de galets et surmonté d'un casque M1.

### Accès à la plage
Même si les personnes reposant dans ce cimetière ne sont pas toutes tombées sur Omaha Beach le 6 juin 1944, il n'en demeure pas moins que le choix de ce site est associé à la forte mémoire collective véhiculée par la plage qui lui fait face. Outre l’âpreté et la longueur des combats, la prégnance des clichés mondialement connus de Robert Capa ont terminé de symboliser le D-Day par Omaha Beach.
À mi-longueur sur son côté nord, un portillon donnait accès à un petit sentier descendant à travers la colline permettant de rejoindre la plage mais il n'est plus possible depuis début 2016 d'accéder à la plage depuis le cimetière. Dans sa partie haute, un autre sentier bifurque sur la droite et débouche sur un belvédère permettant de mieux s’imprégner de la position et la vue qu'avaient les WN allemands face aux troupes alliées qui ont, pour beaucoup, dû s'extraire de la marée avant même de pouvoir fouler le sable. Une table d'orientation rappelle les différentes opération amphibies menées le 6 juin 1944. De petites plaquettes hexagonales bordent la totalité de la table et indiquent par des flèches la direction dans laquelle se trouvent les différents sites clés du débarquement allié et de la bataille de Normandie qui suivit.
Arrivé dans la partie basse du sentier, le paysage tranche nettement avec la colline, qui porte encore très nettement les stigmates du pilonnage naval et aérien des combats passés. Avant de pouvoir poser les pieds sur le sable de la plage, on traverse via un ponton de bois une zone fortement végétalisée, qui permet d'ancrer et stabiliser les dunes de sable.
L'accès depuis la plage est fermé depuis 2015 pour raison de sécurité.

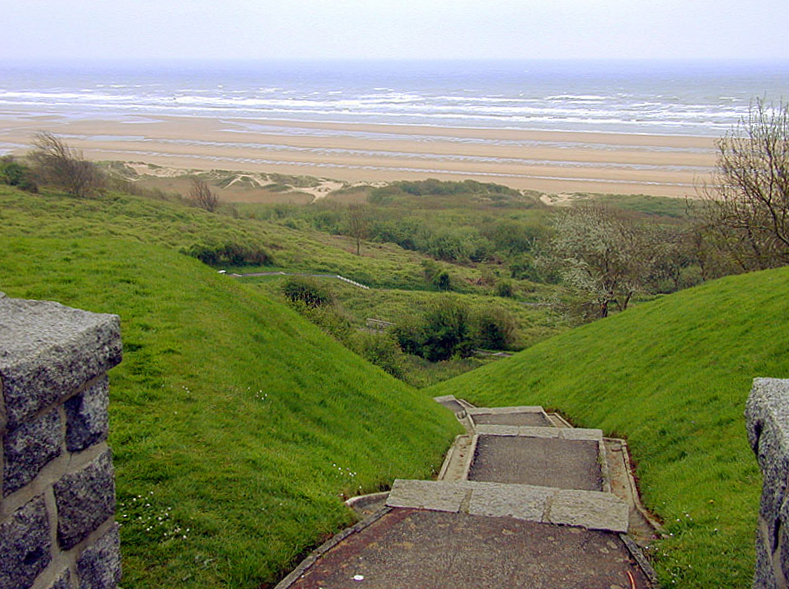
Omaha Beach vue depuis l'escalier du cimetière menant à la plage.
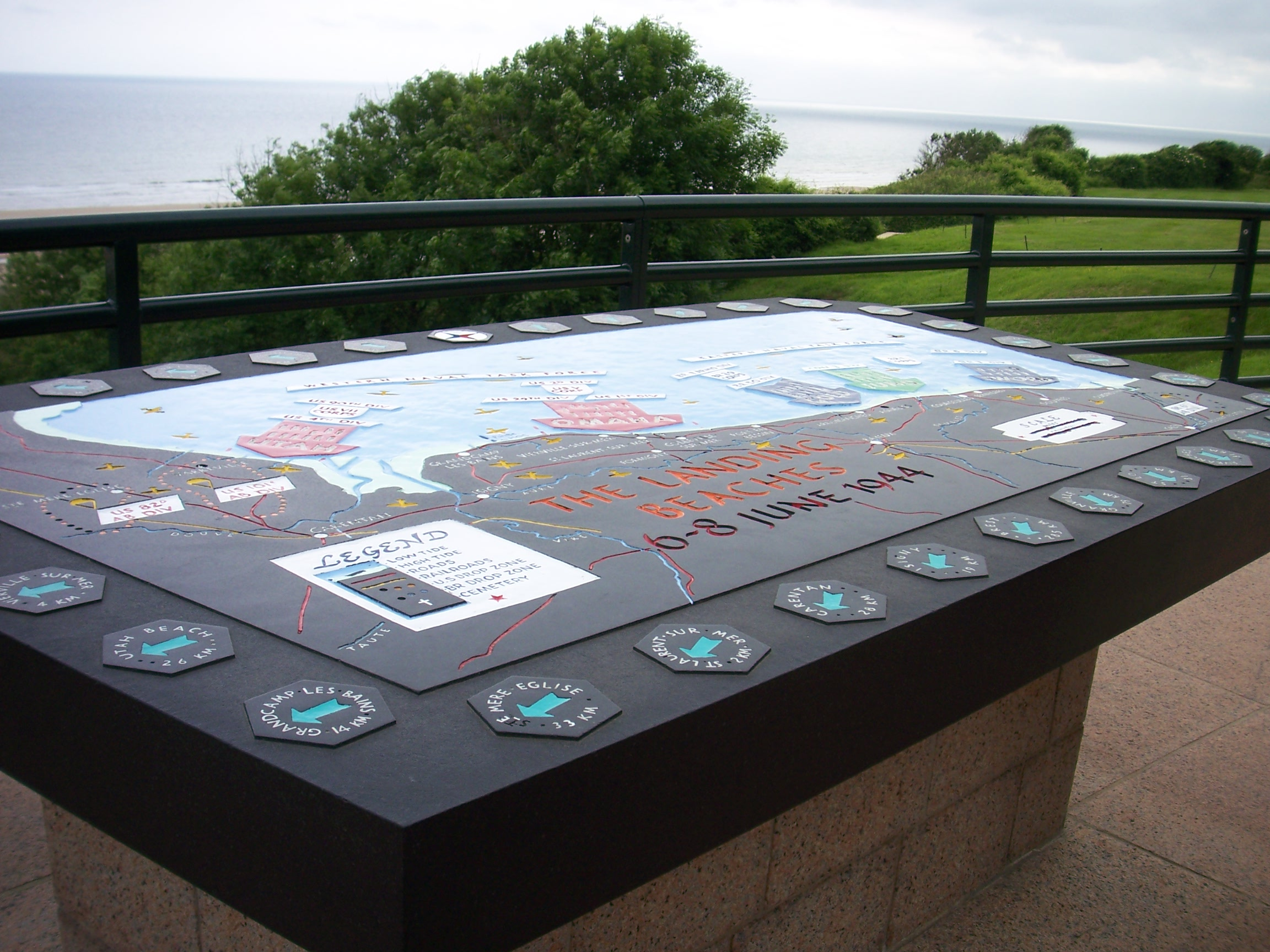
Table d'orientation - Belvédère sous le cimetière.
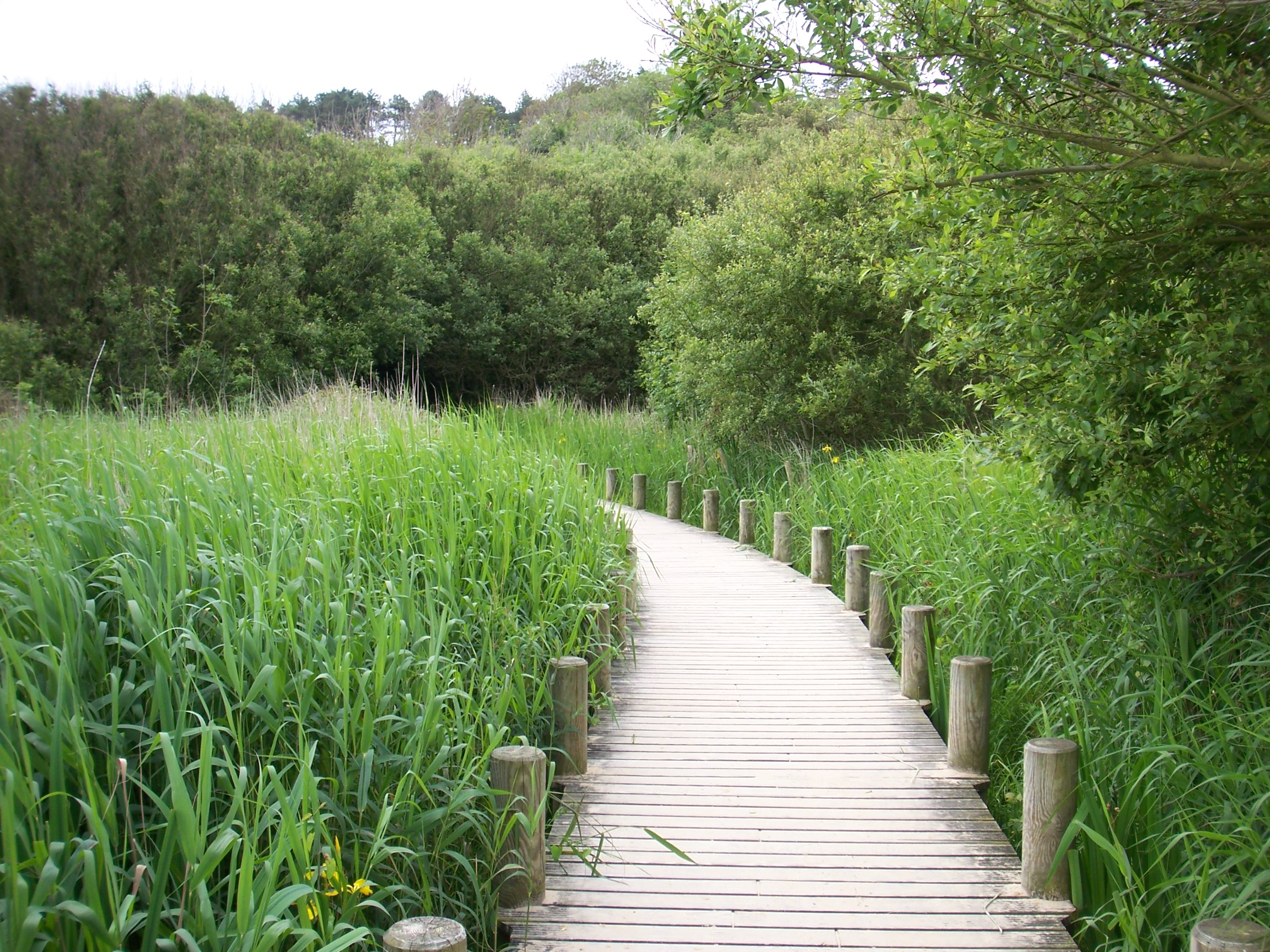
Sentier reliant la plage d'Omaha Beach avec le cimetière.

### Capsule temporelle

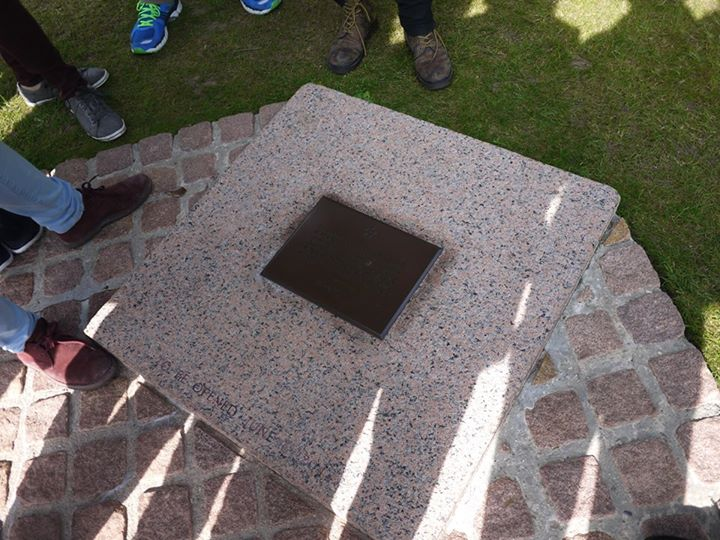
La capsule temporelle.

Enterrée dans la pelouse directement vis-à-vis de l'entrée de l'ancien bâtiment des visiteurs, une capsule temporelle sauvegarde des journaux et des dépêches annonçant le débarquement du 6 juin 1944 en Normandie. La capsule est recouverte d'une dalle de granit rose sur laquelle est gravée : To be opened June 6, 2044 (« À ouvrir le 6 juin 2044 »).

Apposée au centre de la dalle, il y a une plaque en bronze ornée avec les cinq étoiles d'un général de l'armée et gravée avec l'inscription suivante : 
« In Memory of General Dwight D. Eisenhower and the Forces Under His Command This Sealed Capsule Containing News Reports of the June 6, 1944 Normandy Landings Is Placed Here by the Newsmen Who Were There — June 6, 1969 »
« À la mémoire du Général Dwight D. Eisenhower et des forces sous son commandement, cette capsule scellée contenant des articles de presse sur le débarquement du 6 juin 1944 en Normandie est placée ici par les journalistes qui y étaient — 6 juin 1969 »

## Tourisme
Le cimetière accueille environ un million de visiteurs par an. C'est le cimetière américain le plus visité.
Dans les années à venir, de moins en moins de personnes auront dans leur proche histoire familiale un lien avec les événements du second conflit mondial. Un défi existe donc pour réinventer ce tourisme de mémoire et faire en sorte que les différents sites normands, dont ce cimetière est l'un des « fers de lance », conservent toute leur attractivité. En 2024, il reste cependant encore très fréquenté (Américains, touristes, scolaires, etc.).

## Symbolique aux États-Unis

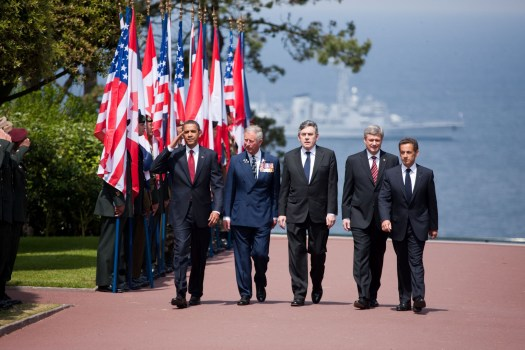
Barack Obama, le prince Charles, Gordon Brown, Stephen Harper et Nicolas Sarkozy arrivant au cimetière américain de Colleville-sur-Mer le 6 juin 2009.

De par son emplacement devant Omaha Beach et les nombreux soldats qui y reposent, beaucoup sont morts le jour J, le lieu revêt une symbolique particulière.
Tous les présidents américains en exercice depuis Jimmy Carter se sont rendus au cimetière de Colleville (sauf George H. W. Bush, qui n'y a effectué qu'une visite privée en 1995) : 
- Ronald Reagan en 1984, pour le 40e anniversaire du débarquement[26] ;
- Bill Clinton en 1994, pour le 50e anniversaire du débarquement ;
- George W. Bush en 2002, pour le « Memorial Day »[27] et en 2004, pour le 60e anniversaire du débarquement[28] ;
- Barack Obama en 2009, pour le 65e anniversaire et en 2014, pour le 70e anniversaire du débarquement ;
- Donald Trump en 2019, pour le 75e anniversaire du débarquement ;
- Joe Biden en 2024, pour le 80e anniversaire du débarquement.

Les discours de ces visites ont souvent servi aux présidents américains à appuyer la politique étrangère du moment.

## Dans la culture populaire
- Le cimetière apparaît dans le film La Malédiction (1976) de Richard Donner.
- Il apparaît également dans Il faut sauver le soldat Ryan (1998) de Steven Spielberg, inspiré de l'histoire des frères Niland, dont deux frères sont enterrés à cet endroit[18].
- La Symphonic Prelude (The Cemetery at Colleville-sur-Mer) de Mark Camphouse (en) est une référence au lieu.
- Le débarquement sur la plage d'Omaha Beach et le cimetière jouent un rôle central dans La Lune d'Omaha, un roman policier de Jean Amila paru dans la collection Série noire en 1964.

## Galerie

Entrée du cimetière.
Vue générale.
Vue vers le sud-est.
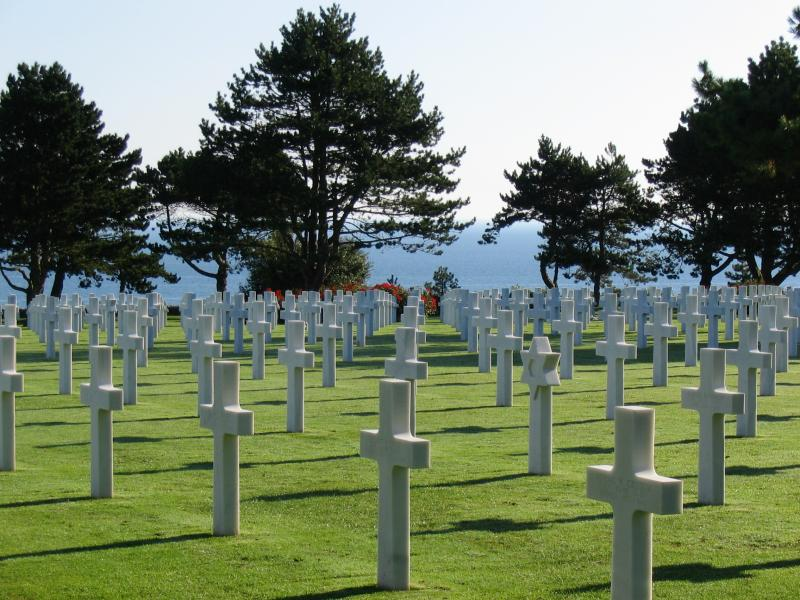
Une vue des tombes en direction de la mer.
La tombe du soldat Robert B. Seyler.
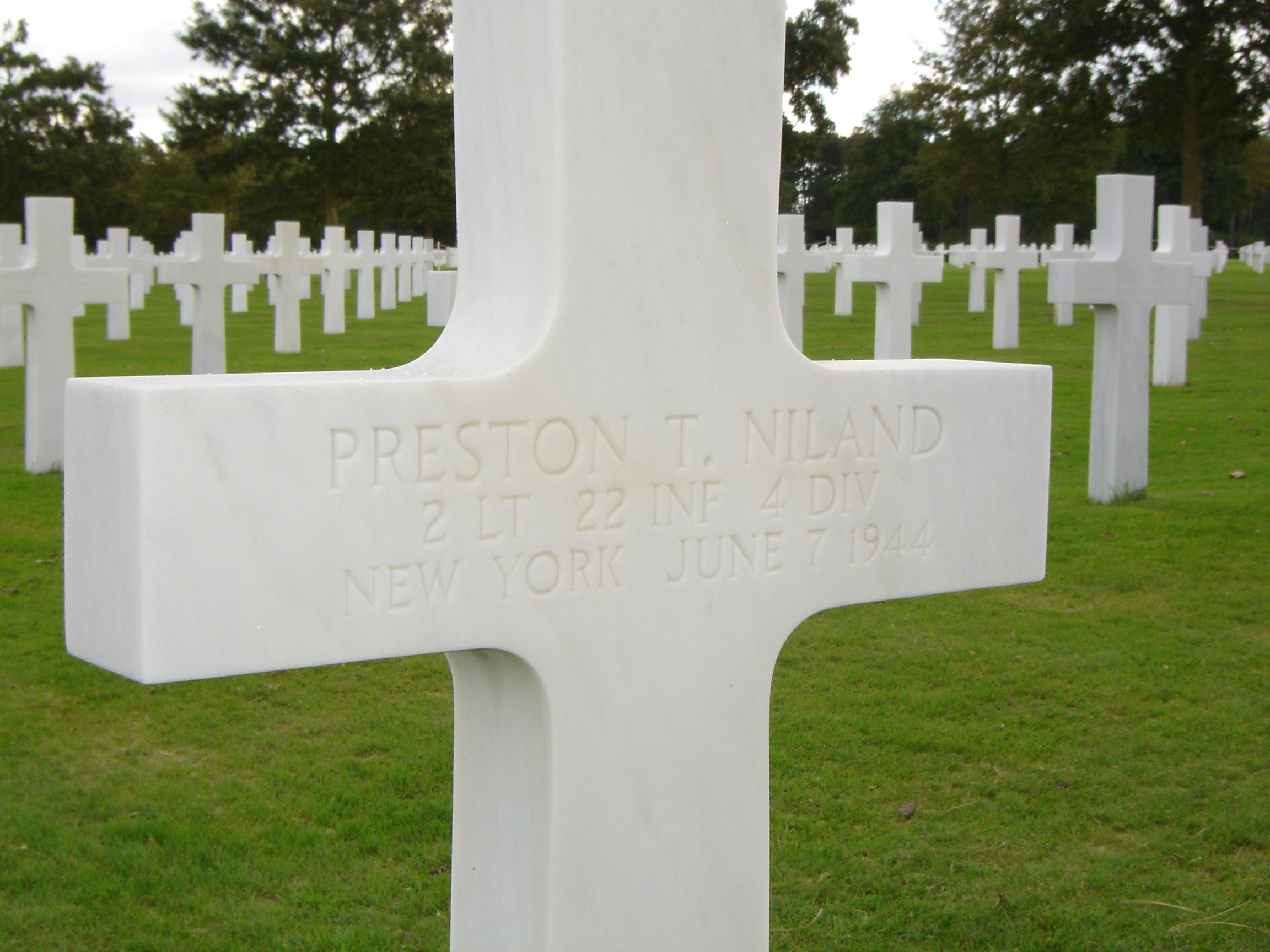
Tombe de Preston Niland, l'un des frères Niland, dont l'histoire a inspiré le film Il faut sauver le soldat Ryan. Son frère est enterré juste à côté.
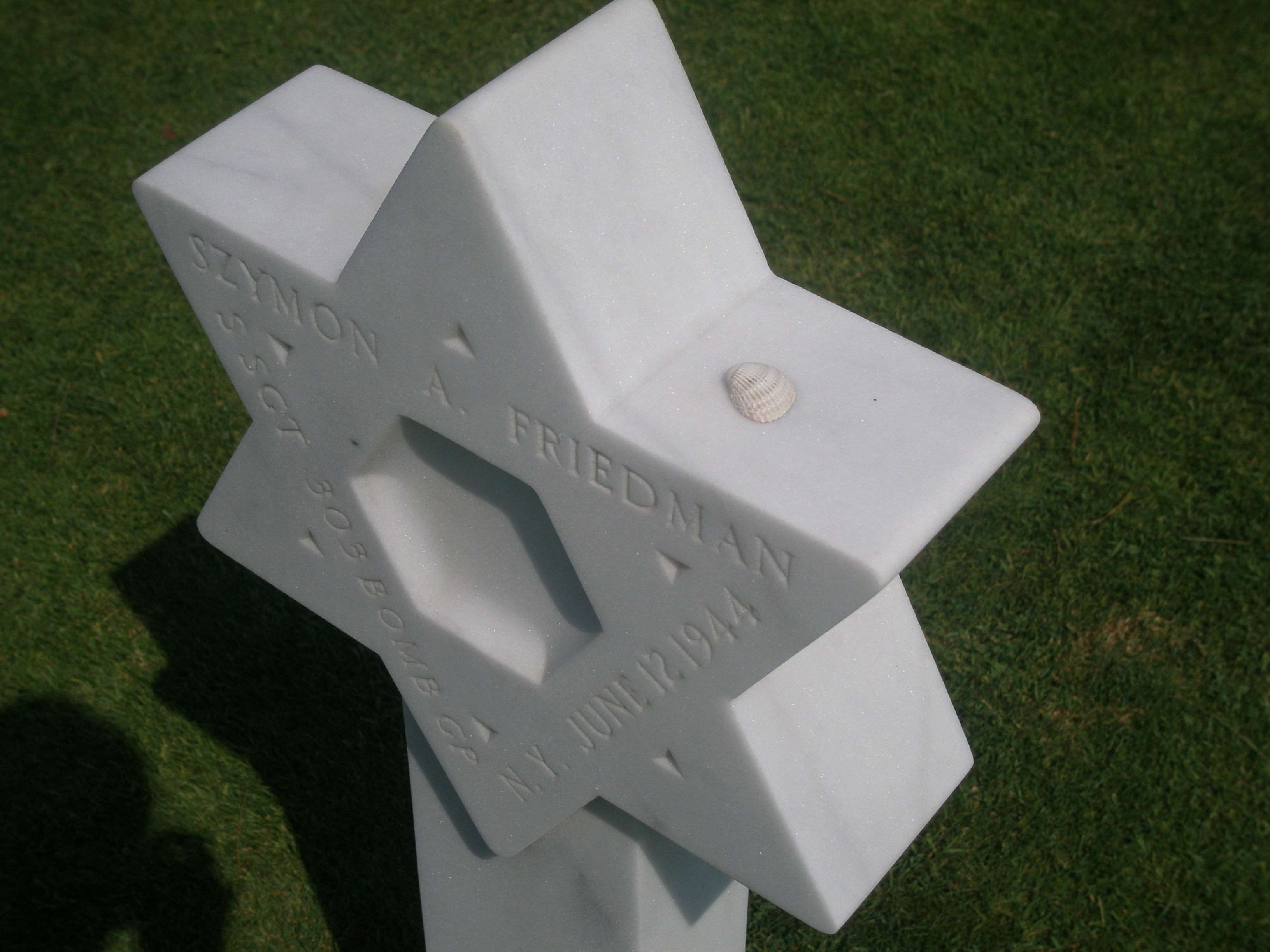
Les tombes de soldats juifs américains portent l'étoile de David. Tombe de Szymon A. Friedman.
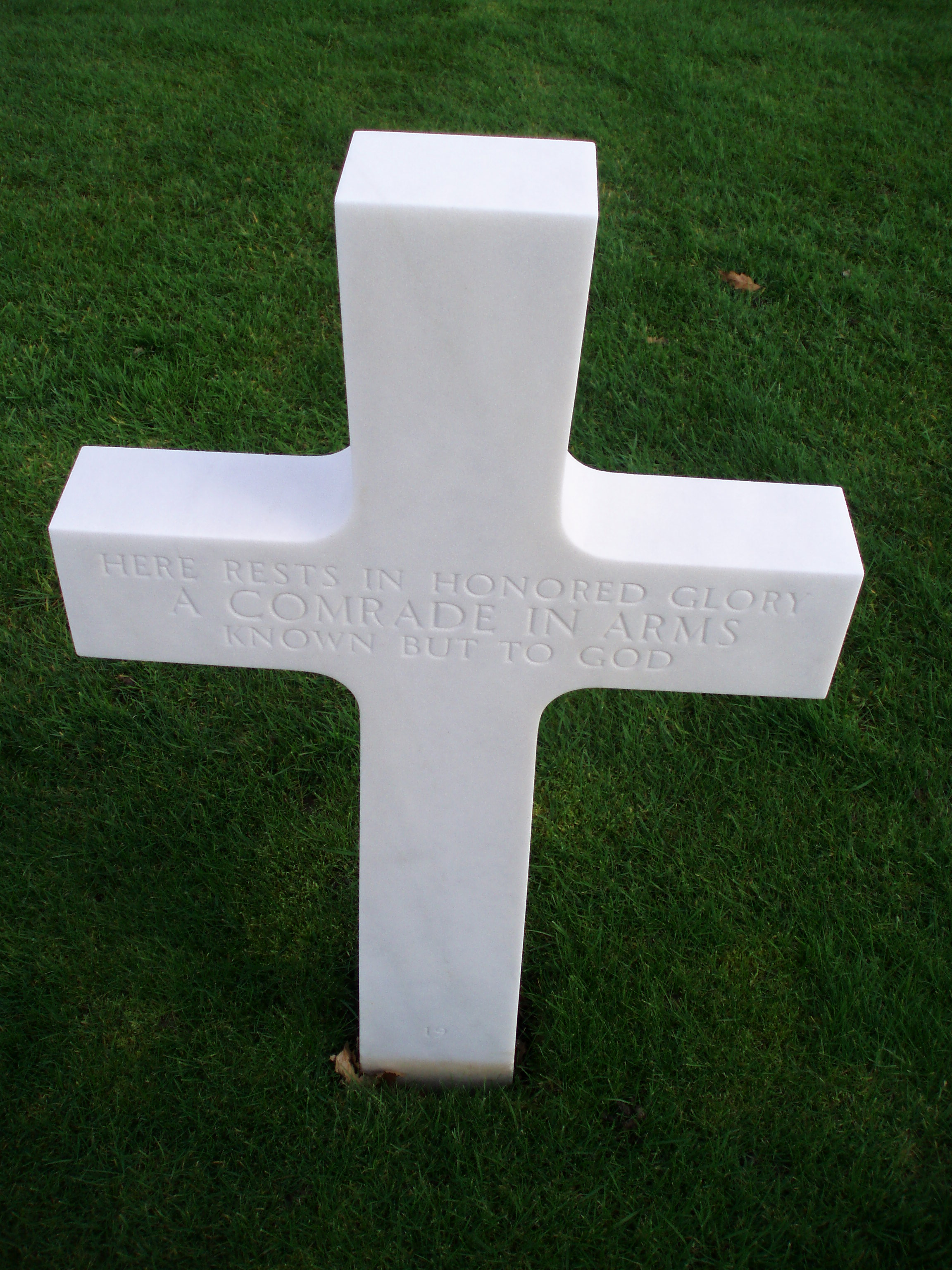
Tombe d'un soldat inconnu.
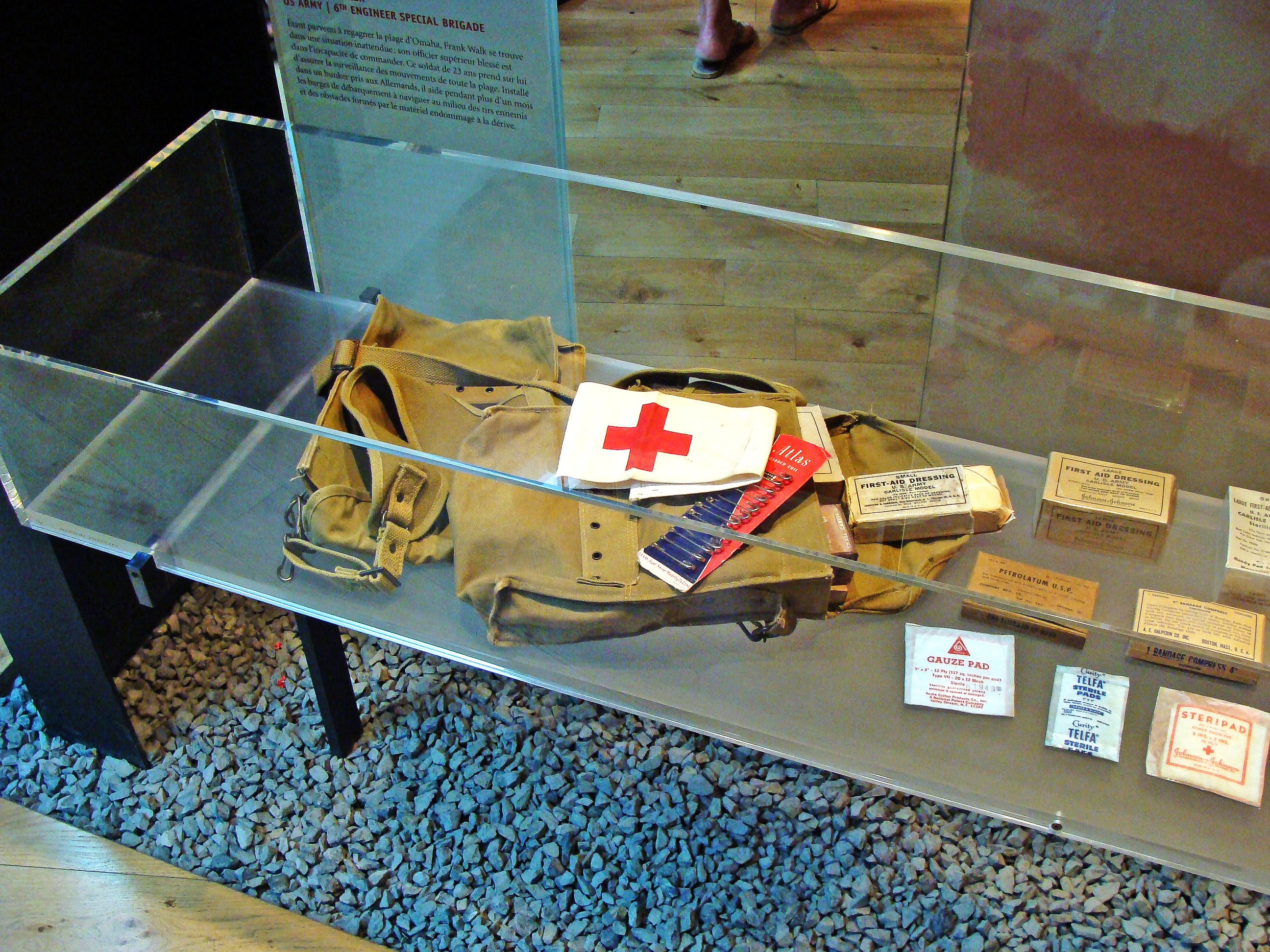
Exposition de matériel médical au Visitor Center.
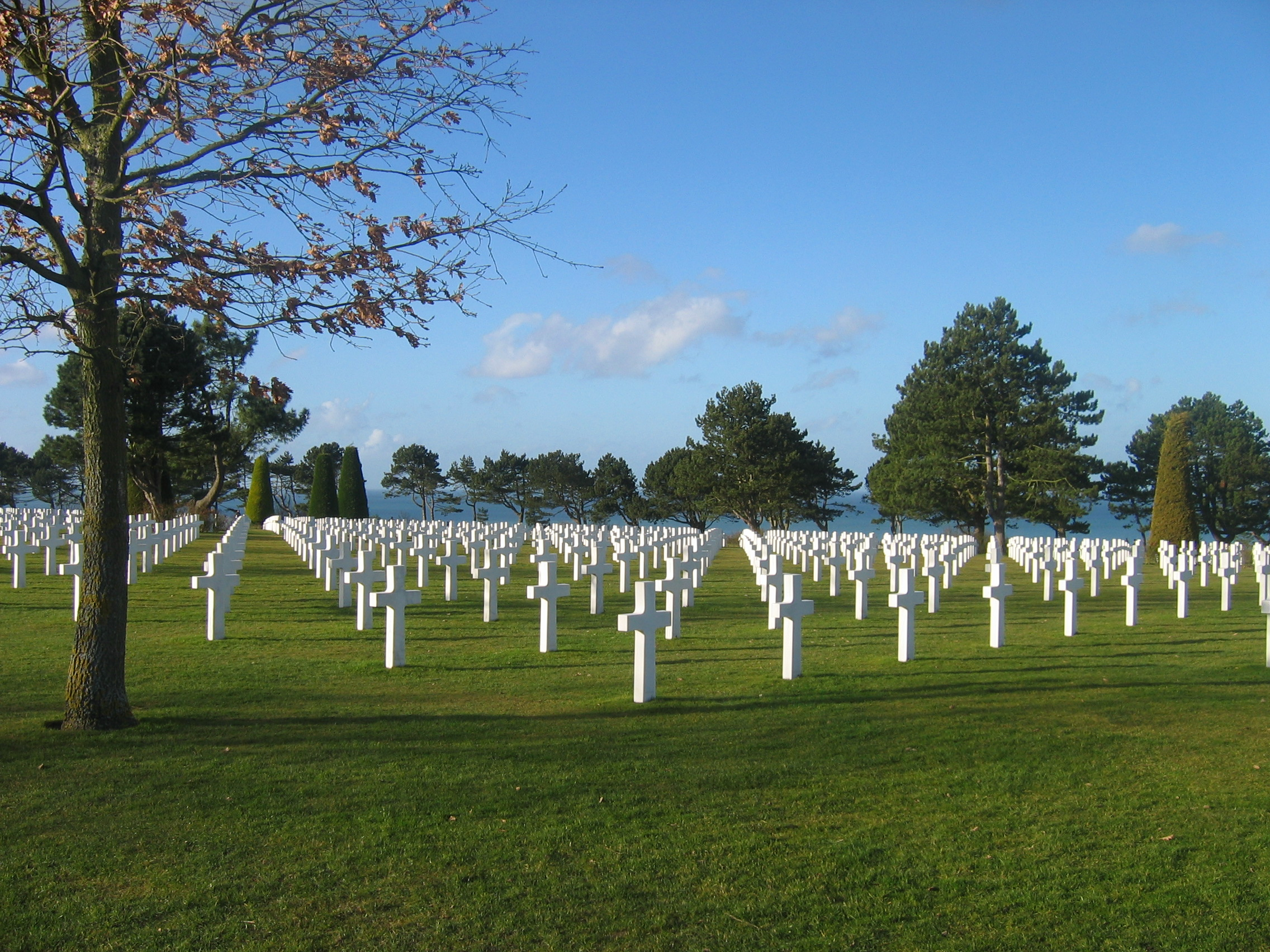
Cimetière américain de Colleville-sur-Mer.
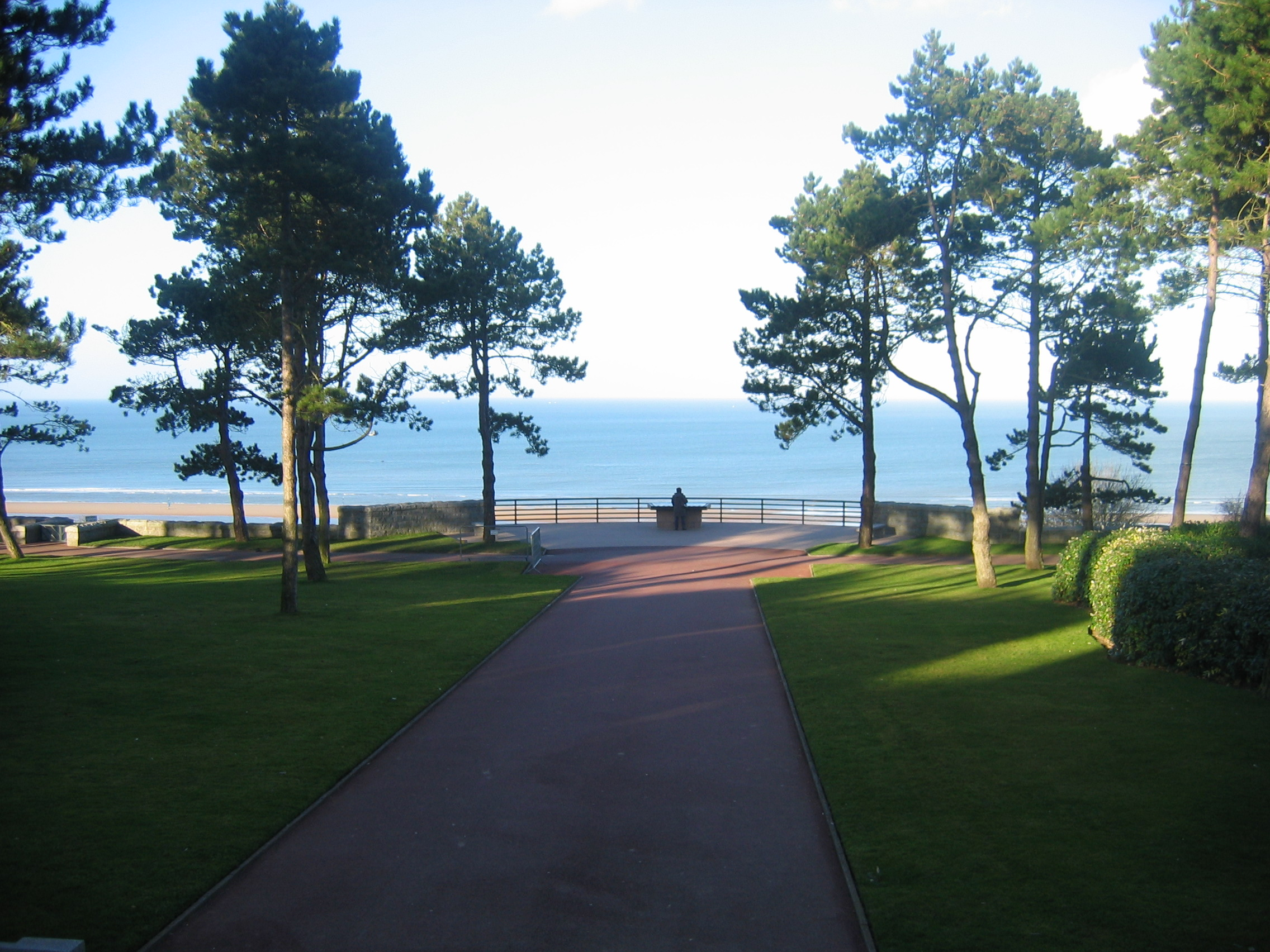
Cimetière américain de Colleville-sur-Mer vue sur la mer.
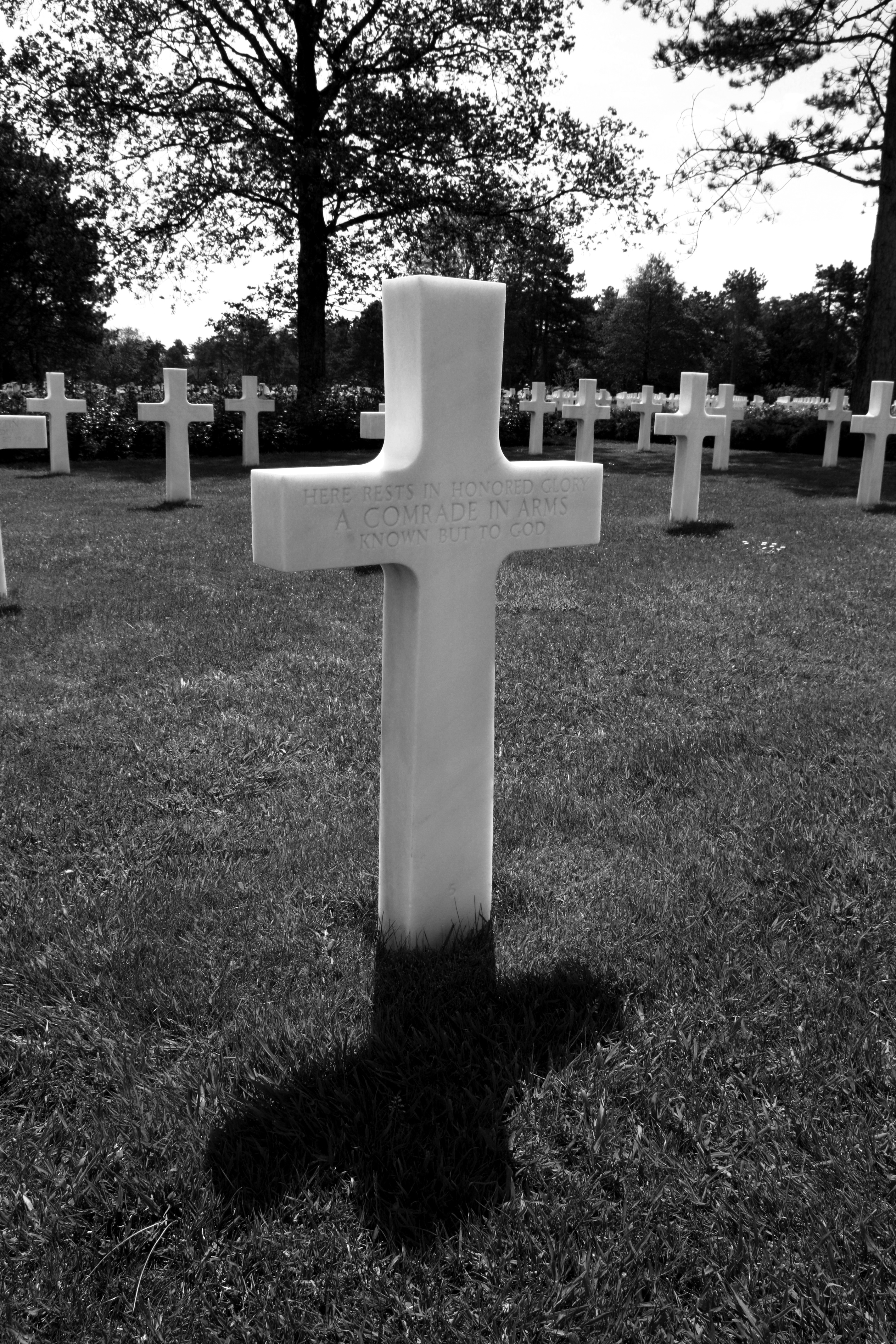
Tombe d'un soldat inconnu avec l'inscription : « Here rests in honored glory a comrade in arms - Known but to God ».